# Östersund
För andra betydelser, se Östersund (olika betydelser).
Östersund (uttal (fil)) (sydsamiska: Staare) är en tätort som är centralort i Östersunds kommun och residensstad i Jämtlands län. I tätorten ingår delar av de två kommunerna Östersunds och Krokoms kommun. Östersund ligger vid Storsjön och är Storsjöbygdens, Jämtlands läns och landskaps enda stad. Östersund är Sveriges 22:a största tätort (och fjärde störst i Norrland efter Umeå, Gävle och Sundsvall) med 52 797 invånare 2020.
Östersund är den enda stad inom Sveriges nuvarande gränser som grundats på 1700-talet. Staden grundades 1786 av Gustav III som ville utöka sitt inflytande över handeln i Jämtland, vars invånare bedrev en omfattande och mycket lönsam handel som den svenska staten ville kunna kontrollera. Statsmaktens intentioner var att, i enlighet med lagen, kanalisera handeln till staden. Detta togs dock inte väl emot av befolkningen, vilket ledde till att Östersund länge förblev en liten stad, befolkningsmässigt sett faktiskt mindre än antalet invånare på den intilliggande Frösön. Det dröjde ända till senare delen av 1800-talet innan Östersund blev en verklig stad, egentligen först efter järnvägens ankomst 1879.
Östersund är geografiskt sett beläget i mellersta Sveriges bergstrakter, mitt i Jämtlands län. I egenskap av en av Sveriges ytgeografiskt sett mest centralt belägna städer brukar Östersund ta åt sig äran som Sveriges mittpunkt. Ortnamnet kommer från det ner mot 150 meter smala sundet Östersundet, ursprungligen "Östra sundet", som skiljer ön Frösön från fastlandet.
Staden marknadsfördes 1997–2017 av kommunen och näringslivet som "Vinterstaden". Vintersporter har långa anor i Östersund då staden genom åren har anordnat flera världsmästerskap i vintersporter som skidskytte, skidorientering och skridskolöpning samt svenska mästerskap i skidlöpning och skotercross. I Östersund finns även Nationellt Vintersportcentrum och staden har tre gånger tillsammans med Åre ansökt om att få anordna de olympiska vinterspelen, men utan att få uppdraget. Föregångaren till vinter-OS, de nordiska spelen, förlades emellertid ibland till Östersund på grund av snöbrist i Stockholm i början av 1900-talet.
Östersund kom att bli globalt uppmärksammat även i fotboll, när Östersunds FK säsongen 2017/18 blev Sveriges första klubb att nå slutspel i Uefa Europa League; detta efter att också ha blivit Norrlands första/enda mästare i Svenska cupen för herrar, och likt de litterära Åshöjden-berättelserna inom kort avancerade till elitnivå från lägre divisioner och lyfte ortens näringsliv. Tidigare stora fotbollsmeriter är IFK Östersunds titel i Norrländska mästerskapet 1949 och Ope IF:s damers SM-silver 1976. Östersund arrangerar årligen den internationella Storsjöcupen, Sveriges äldsta fotbollscup för ungdomar.
Michael Söderkvist är en av många framgångsrika kampsportare från Östersund.

## Historia

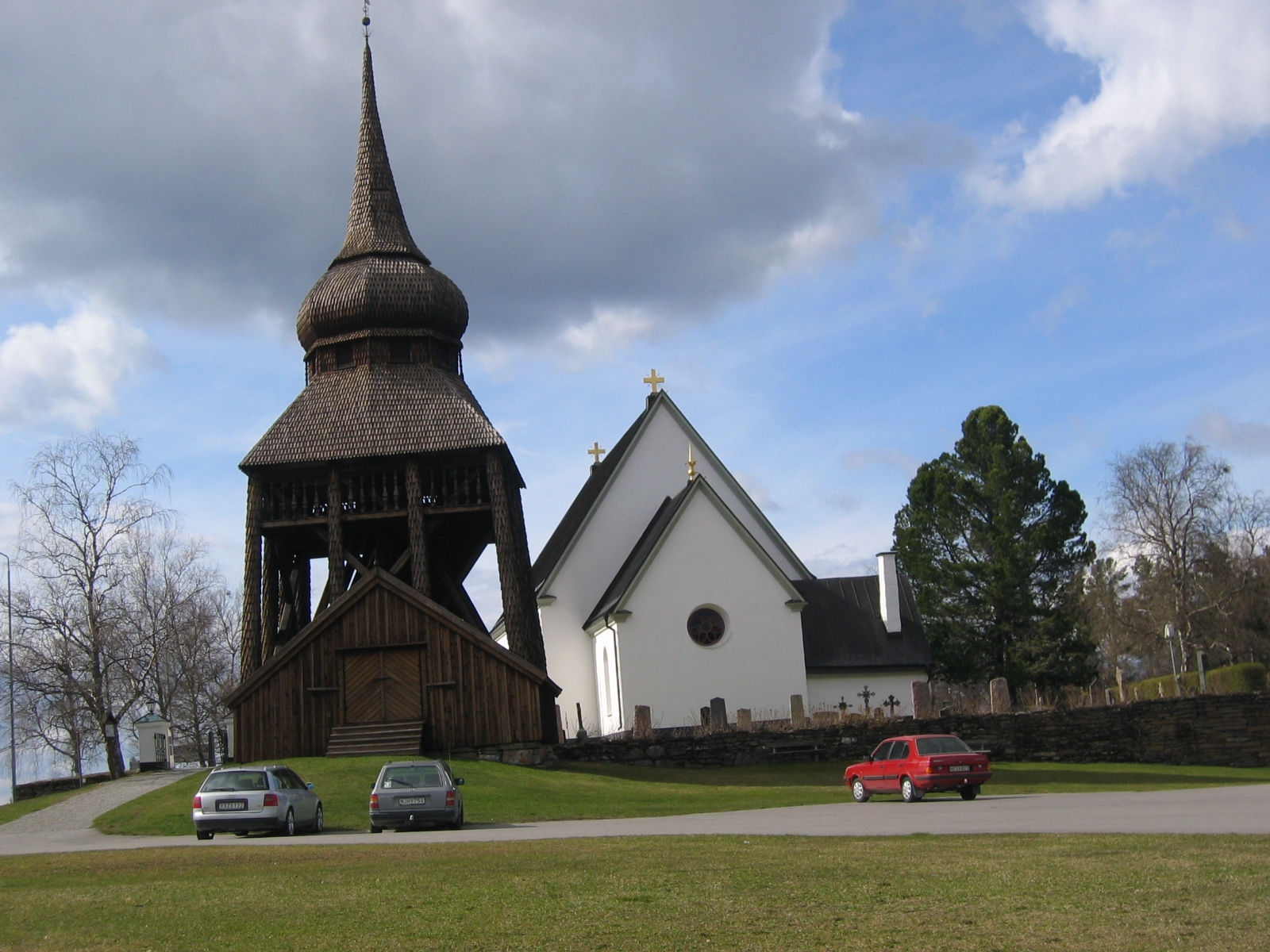
Frösö kyrka, en del av Frösö, Sunne, Norderö församling, uppfördes på 1200-talet. Frösön betraktas av många som stadens vagga, då ön utgjorde Jämtlands centralort i århundraden.

### Äldre historia
Planer om att anlägga en svensk stad eller köping i Jämtland fanns hos myndigheter redan efter att Sverige erhöll landskapet från Danmark-Norge 1645. Men tiderna var alltjämt turbulenta och Jämtlands statstillhörighet fortsatte att skifta, nu med hjälp av lokalbefolkningen, varvid planerna på en svensk stad lades ned.
År 1758 fick planerna om en stad i Jämtland nytt liv. Initiativet kom från en privatperson, men från myndigheternas håll såg man inte ett behov av att anlägga en stad i Jämtland. Förslaget gjorde dock att debatten om huruvida Jämtland skulle ha en stad eller inte tog fart på riktigt. Jämtarna negligerade ofta jordbruket för att ägna sig åt långväga handelsresor samt landsbygdshandel. Med en stad skulle det här kunna stoppas och staden skulle även kunna säkra varutillförseln till kusten som varit bristfällig under en längre tid. Ur militärstrategiskt perspektiv var även upprättandet av en befäst stad i Jämtland gynnsamt, när Sverige inte längre var någon stormakt.

### Staden grundas

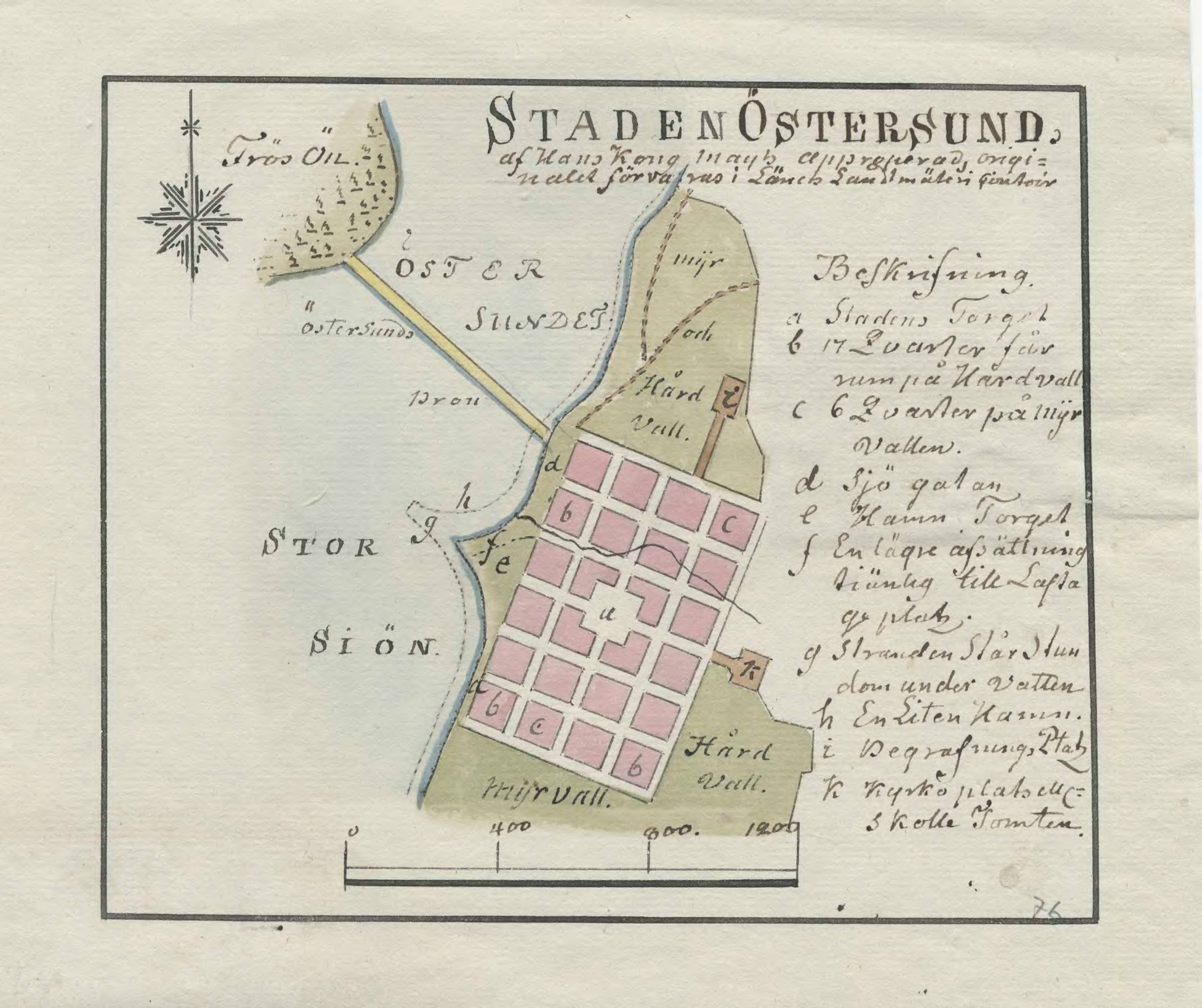
Karta över Östersund från 1790-talet.

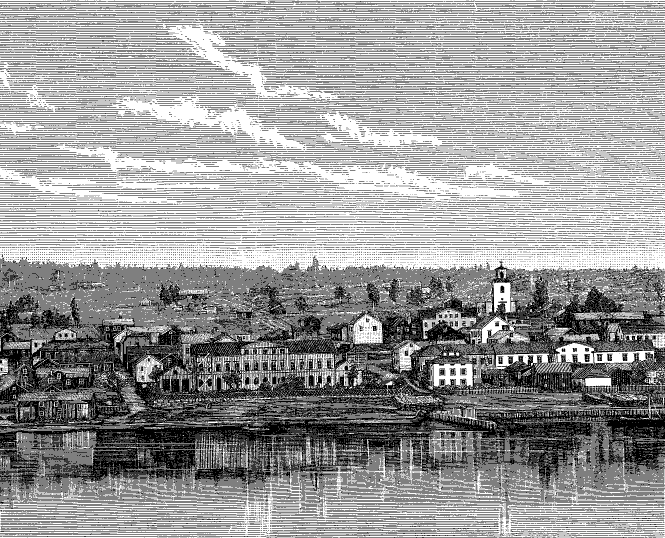
"Gamla kyrkan" i Kyrkparken i stadsdelen Staden är Östersunds första kyrka. Kyrkan hade tidigare en dominerande roll i stadsbilden då stadsbebyggelsen var lägre. Illustration från 1800-talet.

Östersund grundades den 23 oktober 1786 av kung Gustav III efter att Odensalaböndernas utmarker vid Östersundet införskaffats för ändamålet. Flera olika förslag till lokaliseringar fanns, bland annat Huså, då Jämtlands största ort, samt Ede utanför Brunflo, Krokom och Sunne. Även Frösön hade föreslagits men lotten föll till sist på markerna vid Östersundet, som ansågs mest fördelaktiga.
Det enda som i övrigt fanns i området vid den tiden var huvudvägen och bron till Frösön, Jämtlands dåvarande centralort. Handeln i Jämtland gick inte att stoppa från Norrlandskusten, alla handelshinder, såsom gränskontroller, straff, handelsförbud och tull hade inte gett ett önskat resultat. Jämtarna var alltför sluga och vissa menar att det signaturmässiga jämtska uttrycket bällt du luur'n (förmådde du lura honom) kommer från jämtarnas försök att slippa betala tull för varor införskaffade i Norge. Samma utveckling skedde i övriga Norden, i nuvarande Finland grundades Tammerfors, Kuopio och Kaskö. Östersund är dock den enda stad i nuvarande Sverige som grundades på 1700-talet. Även Danmark-Norge hade en likartad utveckling, och samma år som Östersund grundades även Reykjavik på Island. Östersund erhöll 20 års skattefrihet och befriades från handelsreglementen och skråordningar.
Liksom för alla andra städer som grundades efter beslut i den kungliga huvudstaden gick utvecklingen oerhört trögt. Staten försökte förmå handelsmännen från Frösön att flytta till fastlandet. Men någon vilja till det fanns inte, Frösön hade utgjort Jämtlands hjärta i över 600 år och var en rik socken. Marken på Frösön var även bördig och långt mer lämpad för jordbruk än träskmarkerna på andra sidan Östersundet. Staden kom således att utvecklas mycket långsamt, under sina första 50 år ökade Östersunds befolkning med i snitt åtta personer per år. Staden blev residensstad i och med att Jämtlands län inrättades 1810 och en länsstyrelse kom till. Östersund förblev dock en bondby, med knappt 400 invånare 1820. 1840-talet blev något bättre, Jemtlands Tidning bildades, den första kyrkan invigdes, landshövdingen fick ett stort residens, Frösö Trivialskola blev förlagd till staden och ett lasarett kom till. Staden blev därefter något större då skogshanteringen tog fart på 1850- och 1860-talen.

### Folkrörelsetidens godtemplarstad

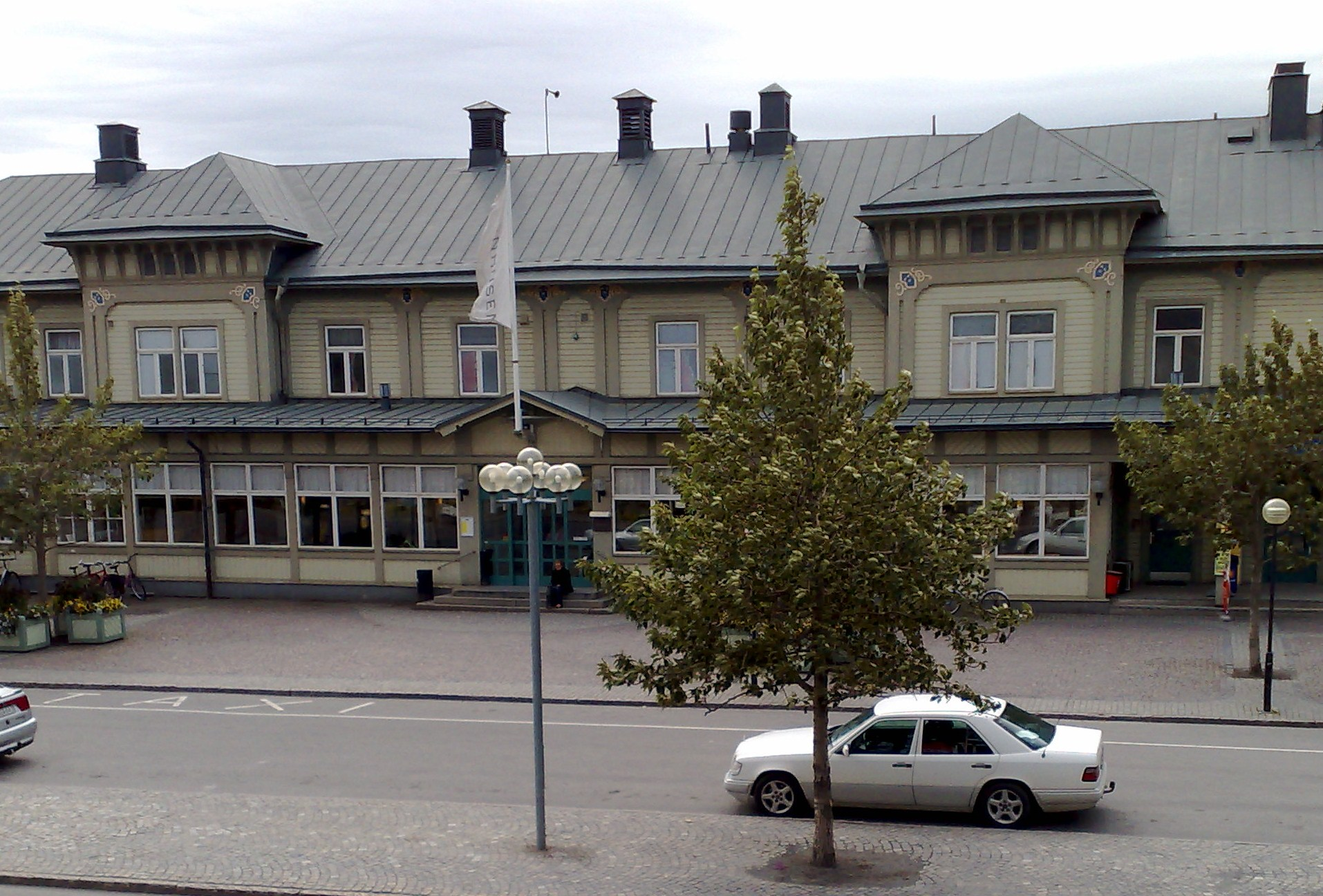
När tvärbanan från kust till kust kom till staden, resulterade det i en snabb tillväxt för Östersund. Här är järnvägsstationen Östersunds Centralstation, på Söder i Östersund, från 1879.

För mer information angående folkrörelsetiden i Jämtland se Jämtlands samtidshistoria.
Det var först när järnvägen kom 1879 som staden snabbt började växa och passera Frösön i storlek. Tack vare ”bondehövdingen” Nils Larson i Tullus kom järnvägsbanan att dras genom staden istället för utanför som planerat. Mellanriksbanan blev klar 1882 och knöt Östersund närmare Trondheim och Sundsvall. Östersund kom därefter att växa snabbare än någon annan stad i Sverige. På endast tio år hade staden gått förbi 20 svenska städer i storlek befolkningsmässigt. Staden lockade nya invånare, främst från den jämtländska landsbygden, men även nybyggare från övriga Sverige. Med nybyggarna kom nya influenser till Jämtland och landskapet gick kraftigt in i folkrörelsetiden. I förhållande till övriga Sverige var rörelsen i staden ovanligt dynamisk. I Jämtland och Härjedalen var det den frisinnade Godtemplarrörelsen (en del av nykterhetsrörelsen) som kom att dominera totalt. Den kom efter Väckelserörelsen som utmanade stadens etablissemang genom anläggande av missionshus och baptistkapell.
Den tredje stora folkrörelsen, arbetarrörelsen, hämmades mycket av den frisinnade nykterhetsrörelsen men blev även den ett viktigt inslag i stadens utveckling. Redan 1890 hölls en första maj-demonstration.

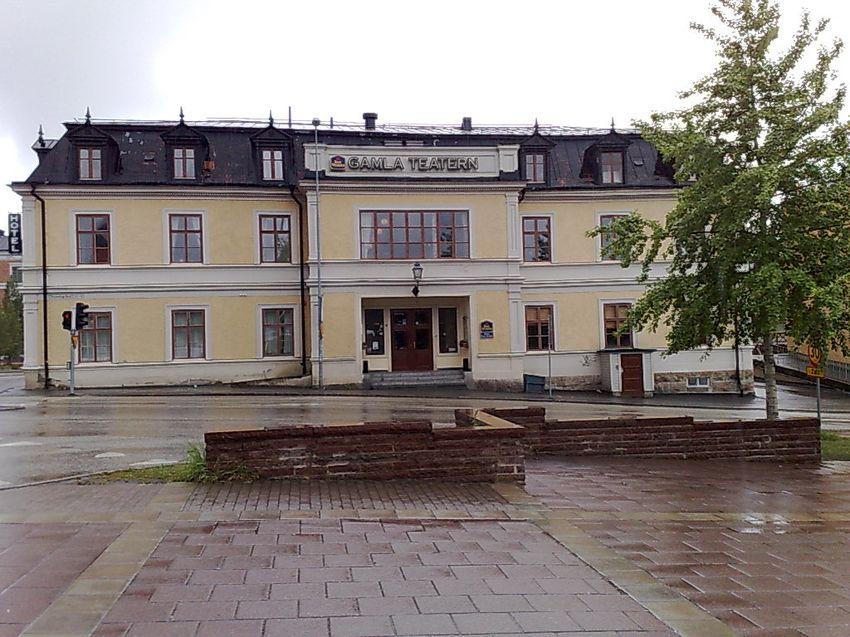
Ordenshuset vid Gutav III Torg i Staden heter numera Gamla Teatern och är ett hotell, som har utskänkningstillstånd.

Den första nykterhetslogen etablerades 1882 och ett halvår senare fanns det åtta stycken. Jämtland utmärkte sig som ”ett tacksamt fält för ordens arbete”. Ett år senare, 1883, var 700 av stadens 3 000 invånare engagerade inom rörelsen. Den snabba framgången för rörelsen skapade en unik entusiasm och rörelsen kom att omfatta alla delar av samhället. Det anordnades egna bröllop, julmarknader, nöjesetablissemang och kaféer startades, banker, en försäkringskassa, bibliotek med mera grundades. Den största symbolen för rörelsens storhet var ordenshuset som uppfördes 1885 i staden, Östersunds-Goodtemplars-Ordenshus, idag Gamla Teatern. När godtemplarrörelsens galjonsfigur Joseph Malins besökte Jämtland och Östersund utkorade han ordenshuset till det allra största i hela världen. Det rådde ingen tvekan – Östersund var Godtemplarstaden. Den unika entusiasmen visade sig redan 1886 då staden firade hundra år. Östersund spåddes då bli Sverige-Norges huvudstad av Johan Lindström Saxon.
Jämtland med Östersund som navel blev nykterhetsrörelsens, i förhållande till befolkningen, starkaste fäste i världen. Genom nykterhetsrörelsen utvecklades andra föreningar med ideella syften såsom fredsföreningar (den svenska fredsrörelsen firade 1903 sitt 20-årsjubileum i Östersund), rösträttsföreningar, vegetariansällskap och ungdomsrörelsen, som kom från Norge.

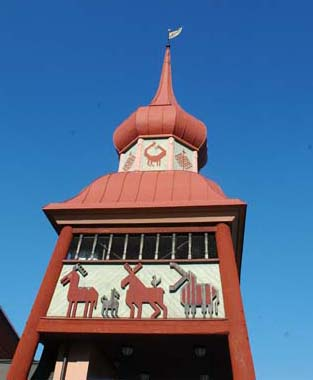
Jamtli på Norr var ett resultat av hembygdsrörelsen.

Östersund utvecklades under samma period till Jämtlands handelscentrum med den uråldriga Gregoriemarknaden som höjdpunkt. Från och med 1870-talet ökade den dagliga handeln och handlandet nästan sjufaldigades fram till 1910. Marknaden förbjöds 1914 av den statliga myndigheten Kommerskollegium.

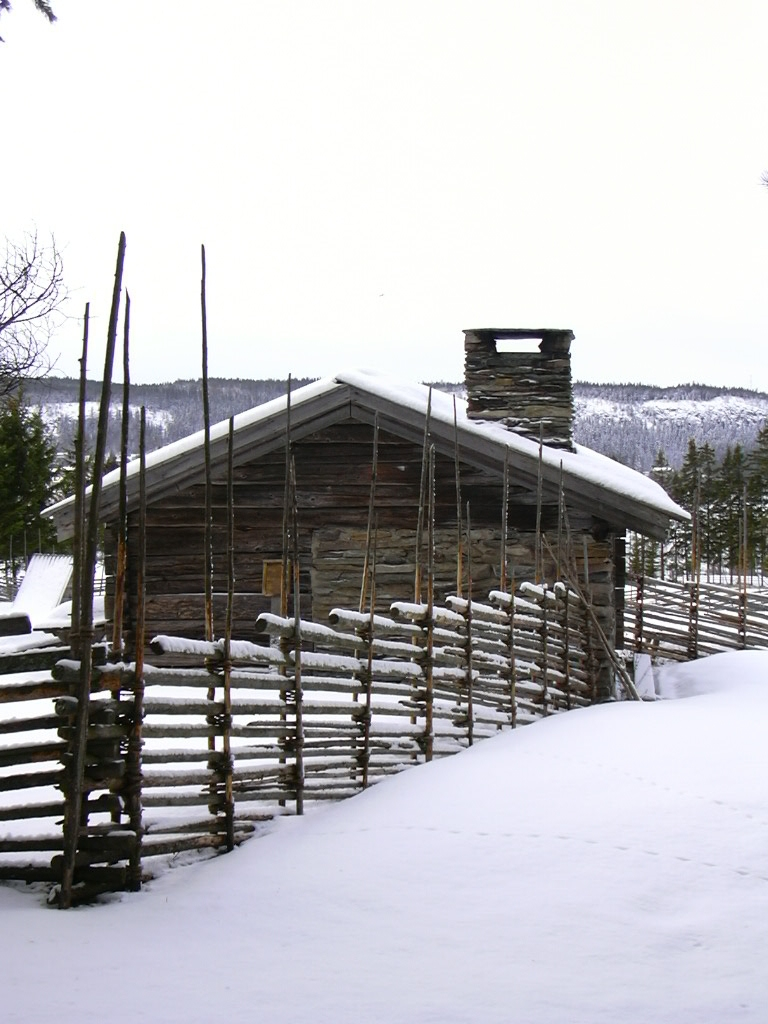
Jämtländsk fäbod bakom en traditionell gärdsgård på Jamtli historieland på Norr i Östersund.

Östersund levde i symbios med den närliggande bygden, såväl ekonomiskt som kulturellt och den för Jämtland och Östersund tämligen riksunika hembygdsrörelsen bröt mark i början av 1900-talet. 1908 bildades föreningen Jämtslöjd och blev följeslagare till fornminnesföreningen och 1912 började man planera ett friluftsmuseum – Jamtli. Museet fick senare under mellankrigstiden sällskap i form av Länsmuseet och Landsarkivet. Ett viktigt inslag i kulturen blev Jämtlands bibliotek som 1912 flyttades från Frösön till staden. Östersund kom då att inhysa ett av norra Skandinaviens mest värdefulla bibliotek.

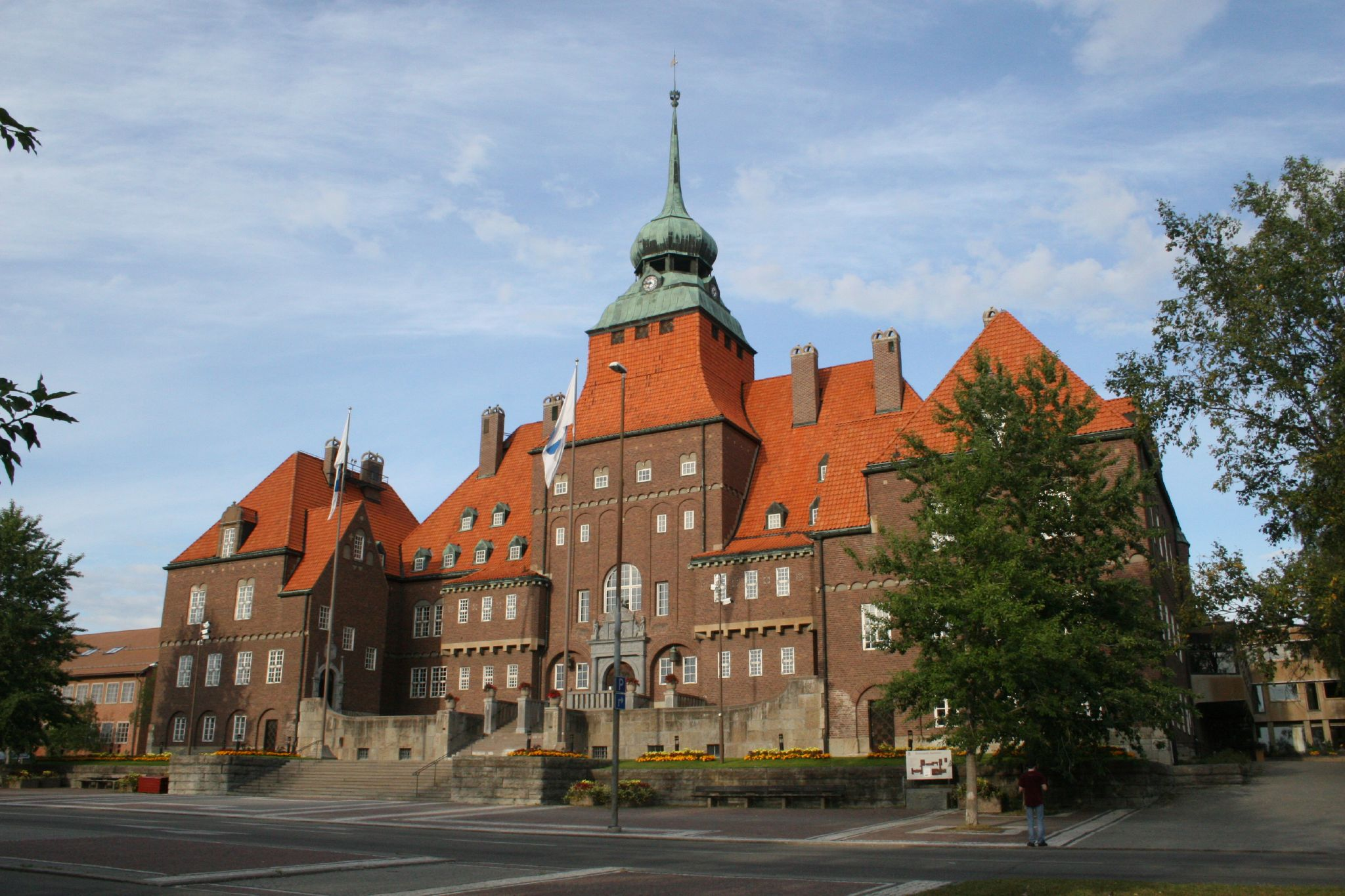
Östersunds rådhus i Staden.

Tiden före första världskriget var en för Östersund mycket viktig tid då grunden för det som har präglat staden lades. De ideella strävanden som befolkningen hade och gav uttryck för genom det storskaliga föreningslivet skapade en enorm entusiasm, inte bara i Östersund utan i hela Jämtland. ”Om det så hade gällt att flytta Åreskutan sten för sten, hade vi trott att det var möjligt” berättade senare en gammal godtemplare. Även omfattande nybyggnadsarbete blev nödvändigt då stadens befolkning ökade. Det var i samband med det här som Östersunds rådhus uppfördes 1912 efter ritningar av arkitekten Frans Bertil Wallberg.
Bland godtemplarna blev hembygdsforskning populärt och rörelsen blev sammanflätad med hembygdsrörelsen. Godtemplarrörelsen såg industrialiseringen som ett allvarligt hot mot hembygden och det gamla by- och bondesamhället. Då majoriteten av Östersunds befolkning hade sina rötter på landsbygden rådde inga stad-landsbygdsspänningar inom Jämtland. Rörelsernas gemensamma arbete gjorde att staden och dess borgerliga styre hade en extremt avvisande hållning gentemot industrier. Istället ville man framställa Östersund som ett centrum för friluftsaktiviteter, kultur, utbildning och turism. Man ville inte att industrier skulle hota den goda miljön, den rena luften, naturen och de kulturhistoriska traditionerna.

### Militärstaden
Den militära närvaron i Östersund sträcker sig i olika former tillbaka till 1682. Stadens period som betydande garnisonsstad inleddes dock först då Norrlands artilleriregemente (A 4) bildades och förlades till staden 1893. Unionsupplösningen kom att bidra till att befästa Östersund som en militärstad. Jämtlands fältjägarregemente (I 5) kom 1910 att omlokaliseras ifrån sin tidigare mötesplats Frösö läger till nybyggda kaserner invid Fältjägargränd 13 på nuvarande Norr. I samband med att Flygvapnet bildades som en egen försvarsgren genom försvarsbeslutet 1925 kom Fjärde flygkåren att förläggas till Frösön. Vidare har garnisonen hyst viktigare staber och skolor som bland annat Nedre Norrlands militärområde (Milo NN), Nedre norra arméfördelningen (2. förd) och Militärhögskolan Östersund (MHS Ö). Genom försvarsbeslutet 1996 påbörjades en reducering av den militära närvaron i staden, vilket genom försvarsbeslutet 2004 medförde att i stort sett all militärverksamhet avvecklades i staden. Den enda militäraverksamhet som blev kvar i staden efter försvarsbeslutet var hemvärnsgruppen Fältjägargruppen (UG 22).

### Krig och kriser

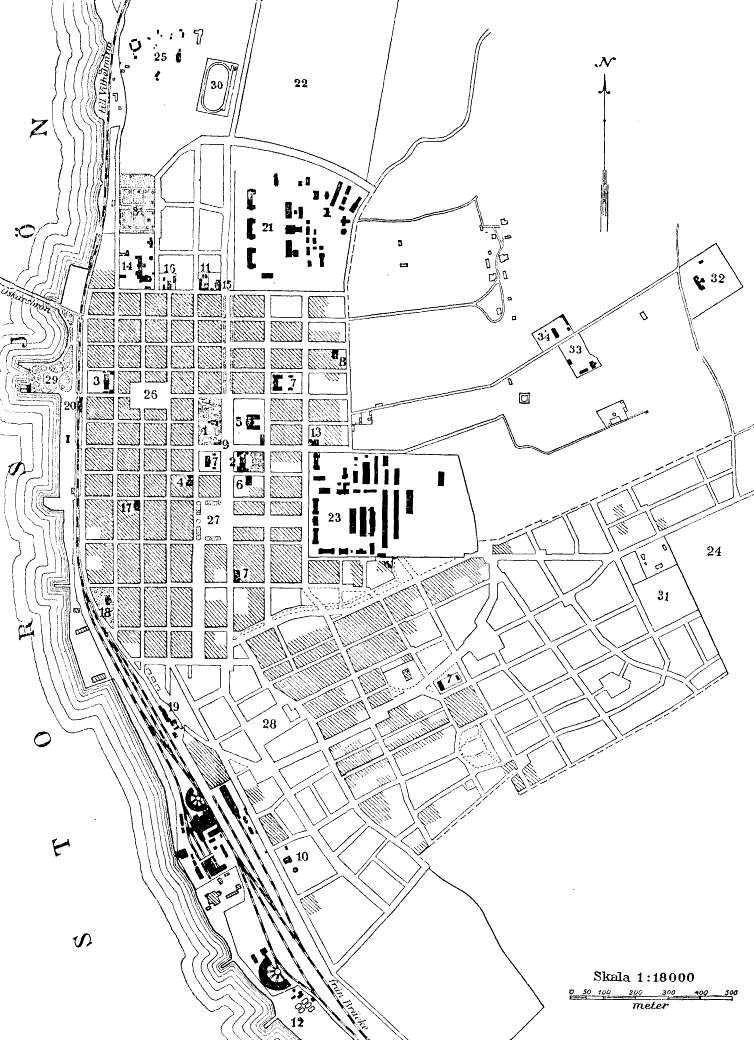
Östersunds stadskarta 1922.

Allting var emellertid inte positivt i staden. Tecken på svårare tider uppenbarade sig. Arbetsmarknadskonflikten från 1909 och storstrejken utgjorde i sig kulmen på ökande motsättningar mellan arbetsgivare och arbetstagare. Inga större sammanstötningar skedde men strejken var däremot ett enormt nederlag för arbetarrörelsen.
1917 pågick första världskriget och i samband med februarirevolutionen 1917 som inledde den ryska revolutionen påverkades stämningen även i Östersund. Ransonering ledde till brist på livsmedel och en revolution fruktades. Hungerdemonstrationer förekom i staden av i första hand soldater. På första maj det året samlades 4 000 demonstranter framför rådhuset i Östersund och krävde bland annat sänkt pris på mjölk och ved.

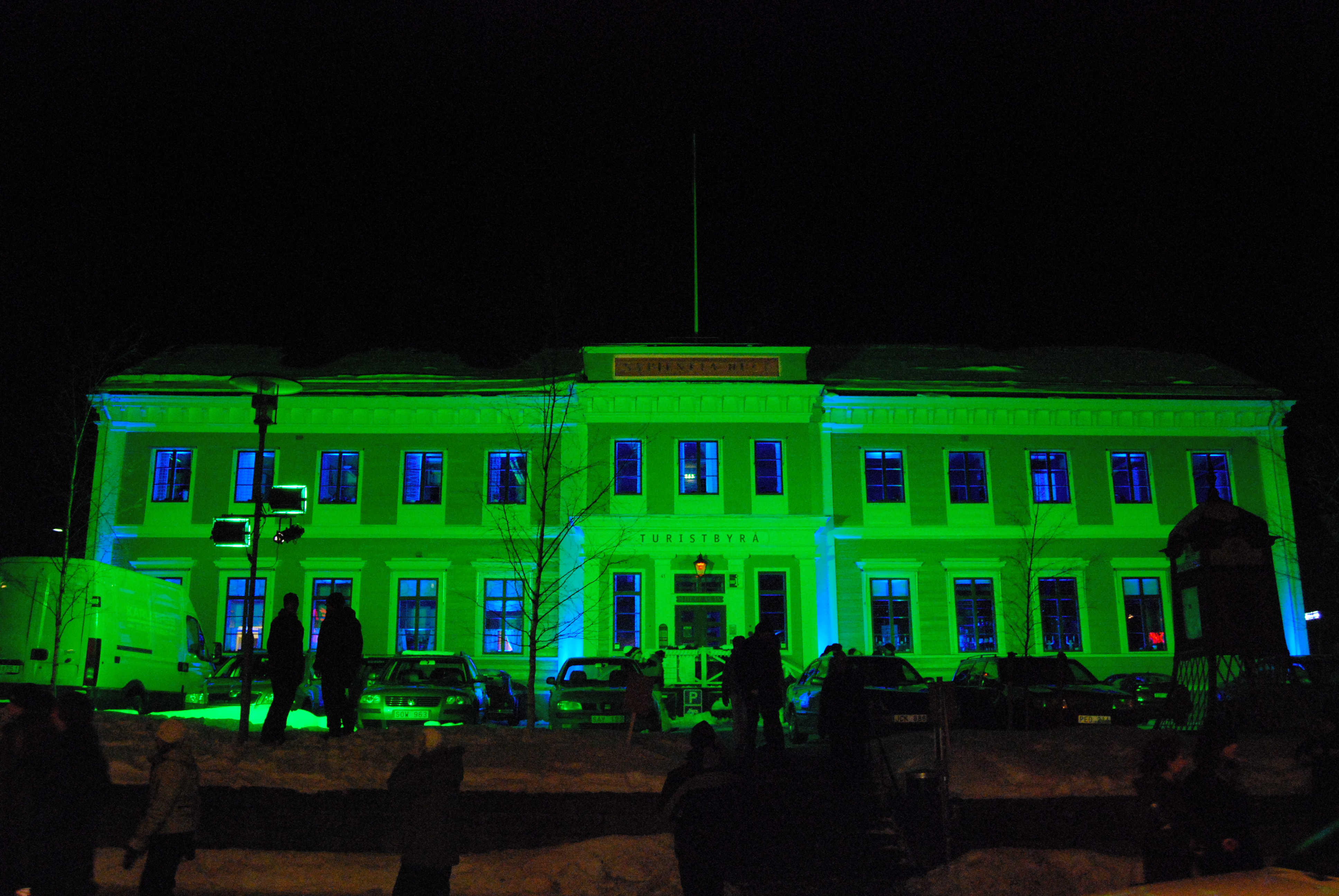
Östersunds turistbyrå upplyst med klara färger under Vinterfestivalen 2008. Den latinska devisen som pryder byggnaden, Sapientia Duce, betyder ’med visheten som ledstjärna’.

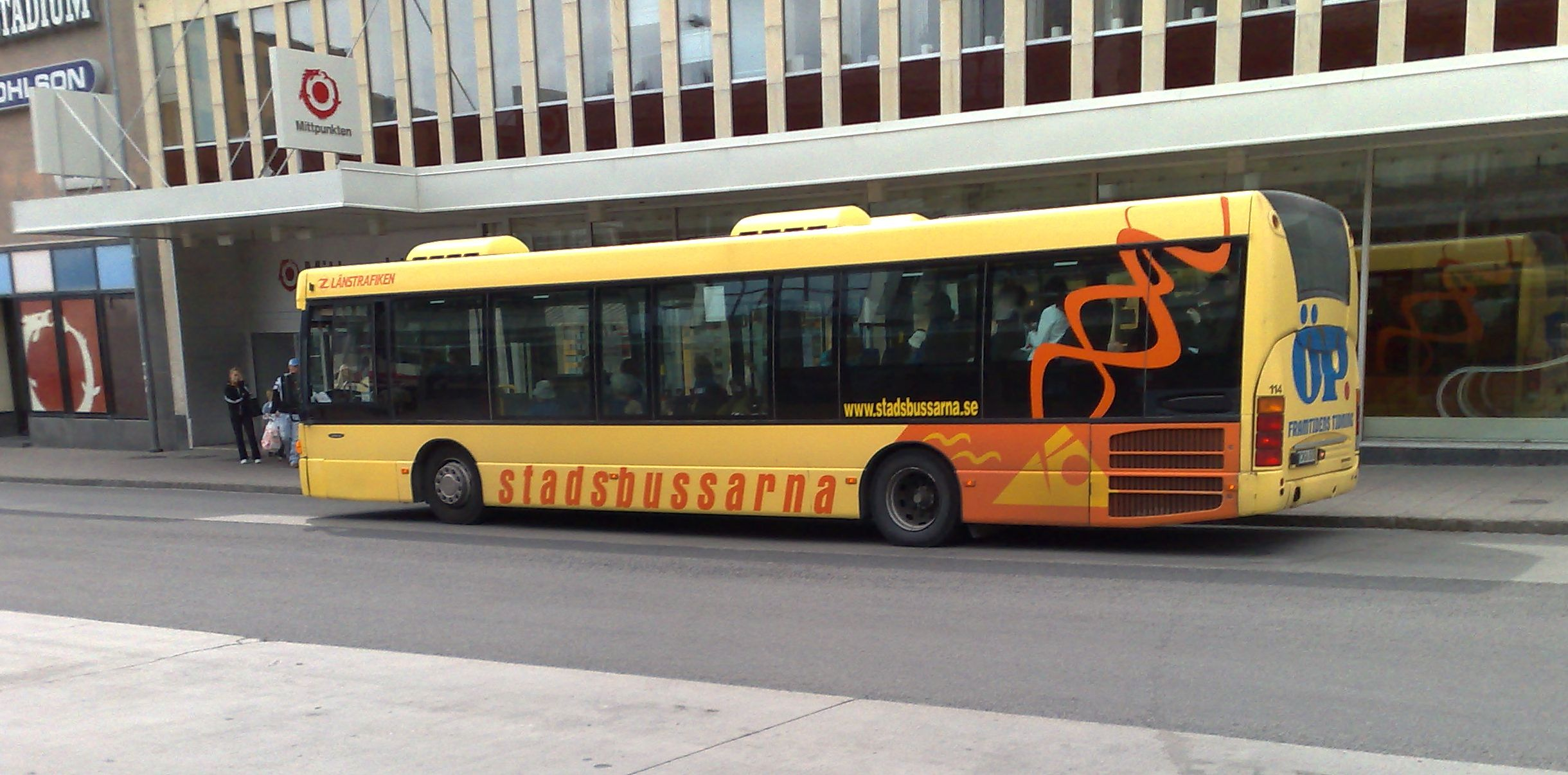
En av Östersunds stadsbussar utanför Mittpunkten i Staden, tidigare Domus, som öppnades 1962.

Året därefter spred sig Spanska sjukan som en löpeld över landet. Stadsläkaren i Östersund meddelade att ”Östersund torde utan gensägelse ha varit mer än någon annan svensk stad av sjukdomen hemsökt”, varvid Östersund har kallats för ”Spanska sjukans huvudstad”. Gamla skolan i Staden (det som i dag är Östersunds turistbyrå) blev ett provisoriskt sjukhus och då inget kriscentrum fanns gick olika aktörer in för att hjälpa befolkningen. Även myndigheterna gjorde vad de kunde genom att förbjuda publika sammankomster samtidigt som teatersalonger och biografer stängdes.
Trots den stora depressionen och flera kriser som resulterade i hög arbetslöshet fortsatte Östersund under mellankrigstiden att växa. Bland annat blev municipalsamhället Odenslund en del av staden 1918. Näringslivet påverkades inte nämnvärt under tiden och Östersund fortsatte att vara en av Sveriges minst industrialiserade städer. Staden fortsatte att inrikta sig på parti- och grosshandel och blev ett centrum för det i norra Sverige och övre delarna av mellersta Sverige. Stadens kommunikationer förbättrades då Inlandsbanan drogs genom Jämtland. Den första delen av Inlandsbanan, Strömsund-Östersund, blev klar 1912. Sträckan Brunflo-Sveg färdigställdes tio år senare, 1922.
Under mellankrigstiden kom även bilen och bussen till staden på allvar. Den första reguljära busslinjen inrättades på 1920-talet mellan Östersund och Brunflo. Vid mitten av 1930-talet var över 40 busslinjer verksamma i Östersund. Bussarna var av typen skvader, det vill säga en korsning mellan buss och lastbil och fraktade både människor och mjölkflaskor. Mejeriet låg väster om torget, där nuvarande Kärnans varuhus ligger. Busstorget, Gustav III:s torg, blev en central punkt i staden.
Kulturlivet förändrades, Östersunds Rundradiostation började sända 1927 och biograferna blev en för många självklar del av nöjeslivet. Även idrotten fick nu sina första stora anläggningar. 1917 invigdes Hofvallen och på 1930-talet byggdes badhus, Östersundstravet och tennishallen.
Godtemplarrörelsen vann överlägset i Östersund och Jämtlands län vid folkomröstningen om rusdrycksförbud 1922. I länet röstade 72,2 procent för ett förbud (63,5 procent av männen och 83,2 procent av kvinnorna). Det blev emellertid inget förbud då Sverige som helhet röstade emot ett sådant. Trots stödet lokalt började Godtemplarrörelsen att minska i omfattning. Rörelsen har däremot lyckats väl med att sätta sin prägel på staden. Det var något av ett epokskifte när skylten för Godtemplarhuset 1947 byttes ut mot ”teater” i det som numera är Gamla Teatern.

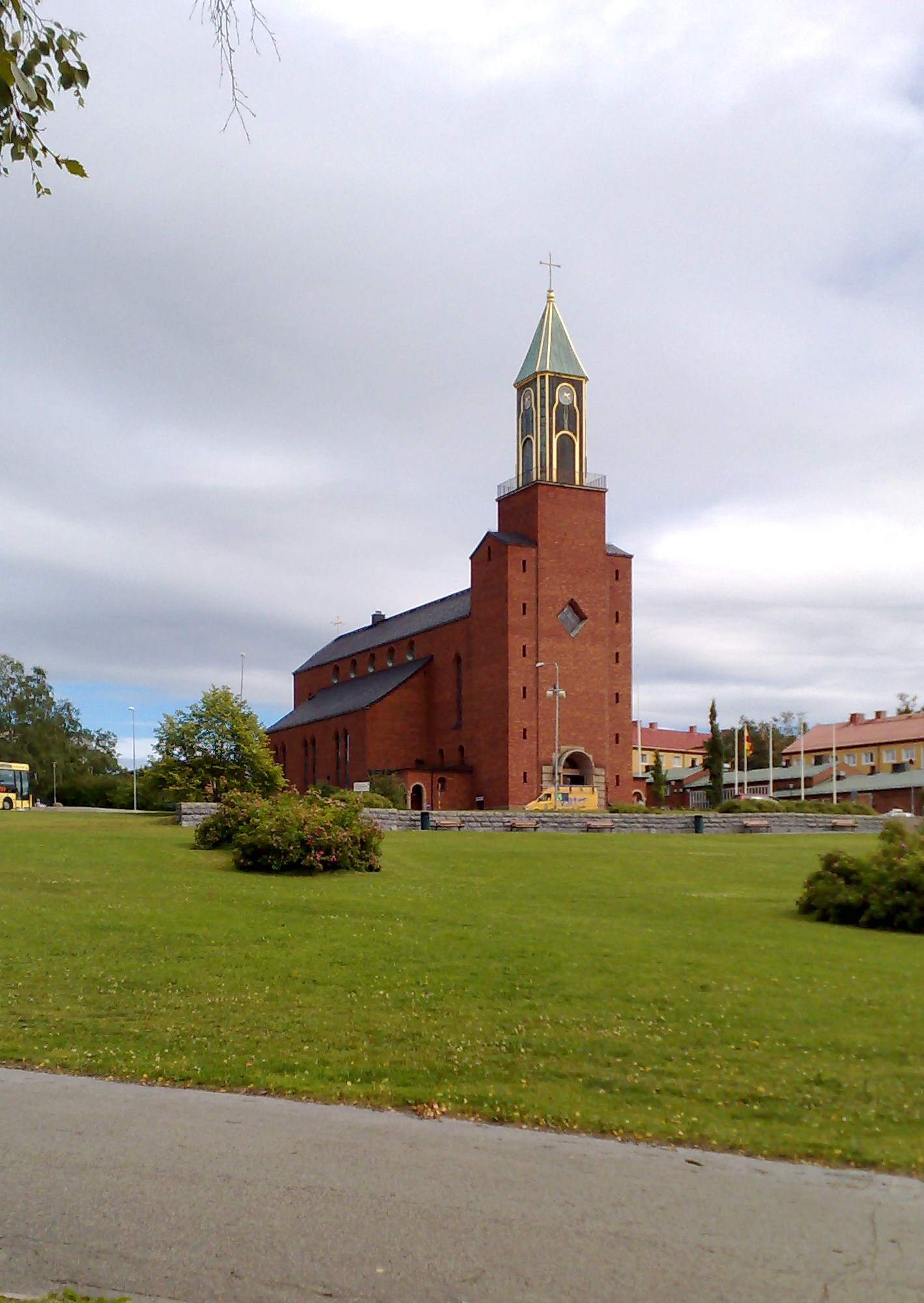
Den stora kyrkan uppfördes i tegel på Söder vid Österängsparken 1940, under andra världskriget. Kyrkan påminner om Engelbrektskyrkan i Stockholm, vilket beror på att arkitekten Lars Israel Wahlman ritade dem båda.

Allmän och lika rösträtt infördes 1921. I samband med rösträttsreformen 1919 erhöll Socialdemokraterna 10 mandat i Östersunds stad, vilket var lika många som de frisinnade och fyra mindre än Högerpartiet. Någon majoritet fick Socialdemokraterna emellertid inte, trots att man regerade nationellt till och från under hela 1920-talet. Östersunds frisinnade fortsatte att inneha ordförandeposten i drätselkammaren vilket man haft sedan 1918 genom järnhandlaren Olof August Persson.

### Nyare tid
Östersund fortsatte att växa efter andra världskriget. Lugnvik inkorporerades som stadsdel 1954 och Östersund kom likt Jämtland i övrigt att påverkas av Rehn–Meidner-modellen, men i motsatt effekt. Den keynesianska politiken sjösattes för att göra arbetskraften i Sverige mer rörlig. Övriga Jämtland drabbades hårt då folk flyttade från landsbygd till stad, från inland till kust och från norr till söder. I egenskap av tätort drog miljonprogrammet igång i staden och stadsdelar som Körfältet kom till.
Den negativa synen på industrier ändrades då Socialdemokraterna kom till makten i drätselkammaren för första gången 1952 och med stöd av den statliga lokaliseringspolitiken lockades industrier till Östersund. Industriområden inrättades i Lugnvik och Odenskog. Bland annat fick Ericsson statsbidrag att bygga en fabrik i Östersund, som länge var den största privata arbetsgivaren i staden.

Östersund är huvudstaden i Republiken Jamtland. Dess flagga som skapades 1983 av Bo Oscarsson kan skådas året runt på Stortorget i Östersunds mest centrala stadsdel Staden.

Utvecklingen var som redan nämnts inte lika positiv i Jämtland i övrigt och som en motaktion mot den förda politiken grundades Republiken Jamtland och ”frihetsfesten” Storsjöyran 1963.
Östersund fortsatte att växa och 1970 införlivades Frösö köping i staden som året efter fick namnge storkommunen Östersunds kommun som bildades efter 1971–1974 års kommunreform. I likhet med övriga Sverige började den offentliga sektorn att utökas kraftigt därefter. I Sverige som helhet utgjorde 1960 den offentliga sektorn 31 procent av bruttonationalprodukten. Fram till mitten av 1980-talet hade siffran mer än fördubblats till hela 65 procent. I Östersund var det här som arbetstillfällena ökade vid den tidpunkten – inom landsting, stat och den nya kommunen. Huvudorsaken till den snabba ökningen av den offentliga sektorn var de ökade transfereringar till hushållen som skedde jämte ökade ränteutgifter och offentlig konsumtion. Det hela betalades med omfattande skattehöjningar.
Hela 1970-talet var en expansiv period. Förutom de nya industriområdena blev Frösöbron en realitet, så även polishuset, Sporthallen, Z-kupolen (som brann ned 1989), Storsjöteatern, Folkets hus, stadsdelskyrkor som till exempel Marielundskyrkan, varuhus med mera. Länsstyrelsen och lasarettet byggdes ut och stora bostadsområden växte fram i de redan nämnda stadsdelarna Körfältet och Lugnvik, men även Odensala.

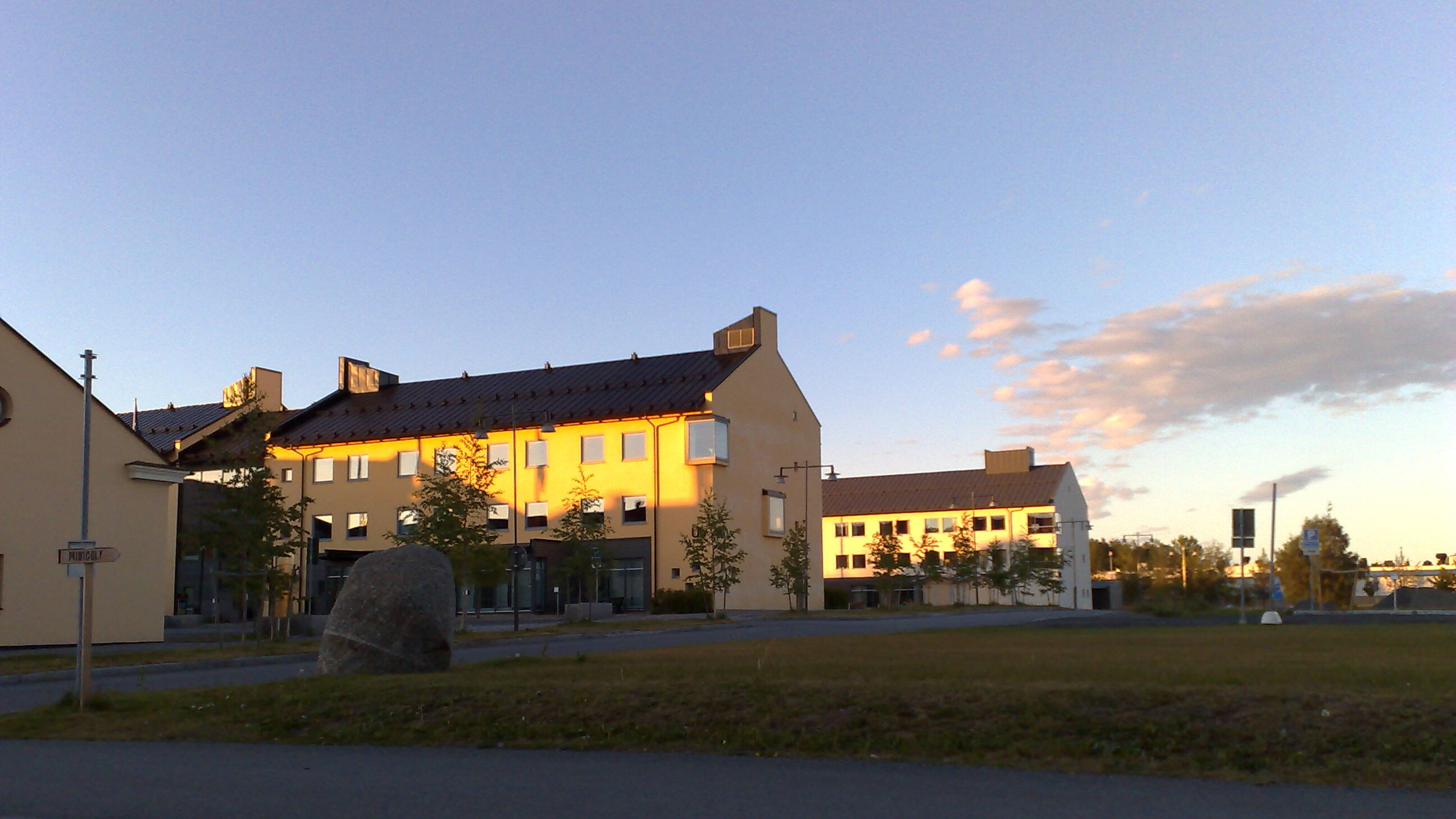
Mittuniversitetets campus i Staden i Östersund.

Redan på 1940-talet försökte staden att få en ”humanistisk högskola” förlagd till Frösön. Motsättningar mellan städer i Norrland var stora och det var Umeå som slutligen gick segrande ur striden 1962. Östersund fick dock en socialhögskola 1971.
Efter Sovjetunionens fall 1991 ansågs det militära hotet mot Sverige minska. Behovet av försvaret i Jämtland debatterades under hela 1990-talet. 1996 samlades till exempel 31 600 namnunderskrifter in för att motverka en nedläggning av regementena och lämnades över till försvarsministern Thage G. Peterson. Regementena var emellertid inte räddade utan beslutet sköts upp. Det slutgiltiga beslutet om nedläggning kom 2004 och när försvarsminister Leni Björklund meddelade regeringens beslut blev hon utbuad av missnöjda jämtar utanför rådhuset i Östersund.

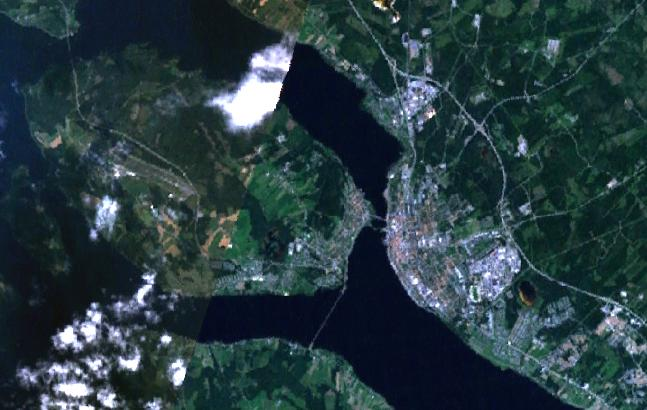
Satellitbild över delar av Östersund och en av Sveriges största insjööar Frösön.

Nedläggningen har dock skapat en större framtidstro i staden med ökat företagande och en växande privat sektor, vilket är något som omställningsmedlen staden erhöll och de omlokaliserade statliga myndigheterna bidragit till. De äldre militärområdena har tillgängliggjorts och två nya stadsdelar har kommit till. Den 1 januari 2005 omvandlades Mitthögskolan till Mittuniversitetet.

### Administrativa tillhörigheter
Östersunds stad ombildades vid kommunreformen 1862 till en stadskommun. Stadskommunen utökades 1918 och uppgick 1971 i Östersunds kommun där Östersund sedan dess är centralort.
I kyrkligt hänseende har orten alltid hört till Östersunds församling och Frösö församling (från 2014 Frösö, Sunne och Norderö församling) med delar som efter ortens expansion tillhör Brunflo församling och Ås församling.
Orten ingick till 1971 i domkretsen för Östersunds rådhusrätt. Sedan 1971 ingår Östersund i Östersunds domsaga.

### Befolkningsutveckling
| Befolkningsutvecklingen i Östersund 1960–2020                                                                          | Befolkningsutvecklingen i Östersund 1960–2020 | Befolkningsutvecklingen i Östersund 1960–2020 | Befolkningsutvecklingen i Östersund 1960–2020 | Befolkningsutvecklingen i Östersund 1960–2020 |
| --- | --------------------------------------------- | --------------------------------------------- | --------------------------------------------- | --------------------------------------------- |
| |                                               |                                               |                                               |                                               |
| År |                                               |                                               | Folkmängd                                     | Areal (ha)                                    |
| 1960 | 1960                                          |                                               | 23 937                                        | 981                                           |
| 1965 | 1965                                          |                                               | 25 139                                        | 938                                           |
| 1970 | 1970                                          |                                               | 27 320                                        | 1 142                                         |
| 1975 | 1975                                          |                                               | 40 056                                        | 1 920                                         |
| 1980 | 1980                                          |                                               | 40 324                                        | 2 260                                         |
| 1990 | 1990                                          |                                               | 42 855                                        | 2 475                                         |
| 1995 | 1995                                          |                                               | 44 390                                        | 2 637                                         |
| 2000 | 2000                                          |                                               | 43 536                                        | 2 638                                         |
| 2005 | 2005                                          |                                               | 43 796                                        | 2 684                                         |
| 2010 | 2010                                          |                                               | 44 327                                        | 2 728                                         |
| 2015 | 2015                                          |                                               | 49 806                                        | 3 484                                         |
| 2018 | 2018                                          |                                               | 52 250                                        | 3 559                                         |
| 2020 | 2020                                          |                                               | 52 980                                        | 3 673                                         |
| Anm.: Sammanvuxen med Frösön 1975, med Brunflo, Ope och Optand 2015. Ängsmon utbruten 2015. Erikslund sammanvuxen 2020 |                                               |                                               |                                               |                                               |

## Stadsdelar
Östersund har i dagsläget 16 stadsdelar.
- Staden är Östersunds mest centrala och även äldsta stadsdel då det är det "ursprungliga" Östersund som anlades 1786.

| På fastlandet                                                                                 | På ön Frösön                                                |
| --------------------------------------------------------------------------------------------- | ----------------------------------------------------------- |
| - Norr - Söder - Odenslund - Karlslund - Körfältet - Odenskog - Lugnvik - Odensala - Torvalla | - Härke - Valla - Mjälle - Frösödal - Östberget - Hornsberg |

## Stadsbild

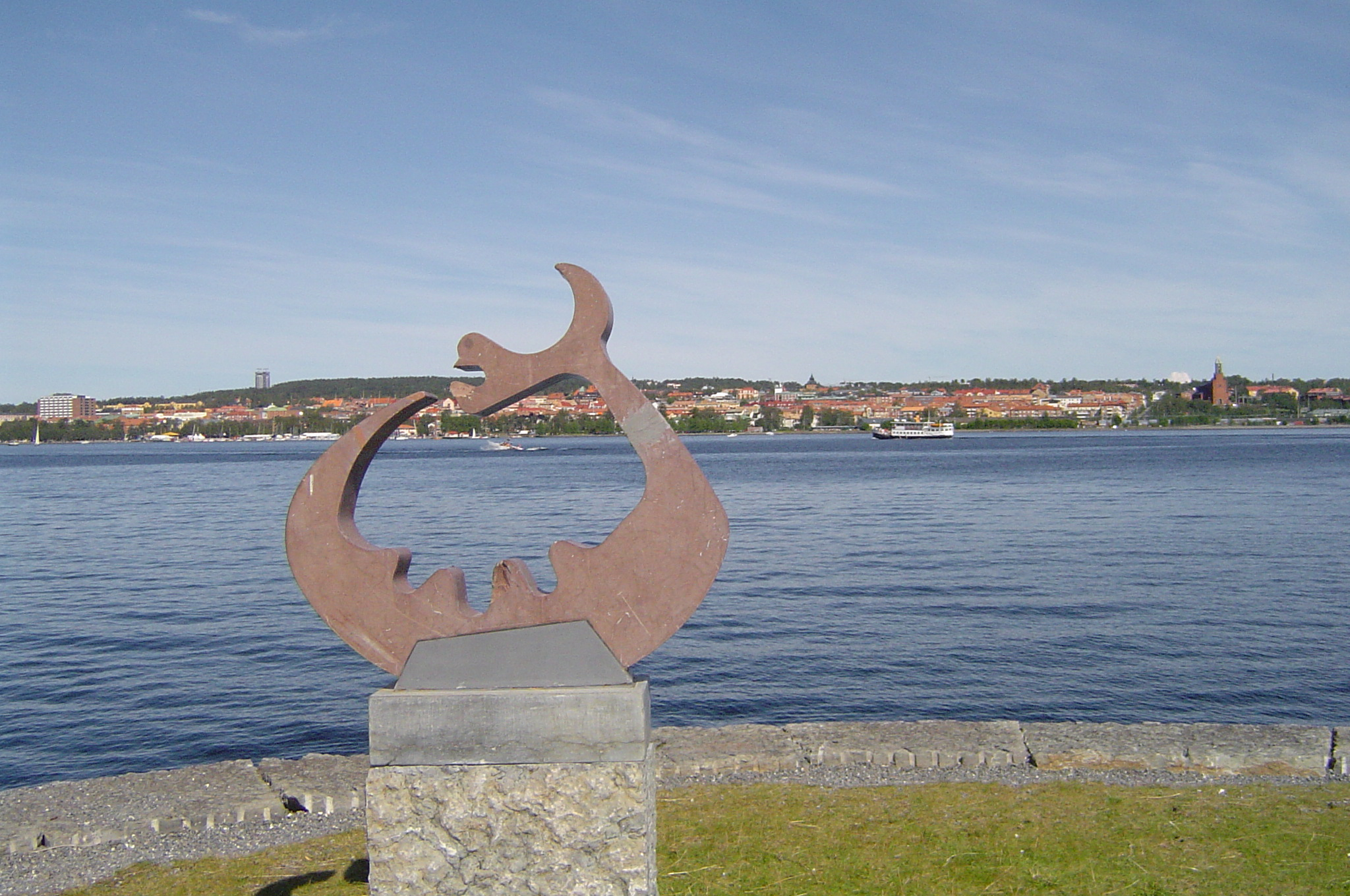
Storsjöodjuret, Storsjön och Östersund med stadsdelarna Norr, Staden och Söder i bakgrunden, sett från Frösödal på Frösön.

Östersund lades ut med nord–sydgående gator och väst–östgående gränder. För en östersundare i dag är en gränd en gata som går ned mot Storsjön. Från Staden kan man se ut över Storsjön, Frösön och den jämtska fjällvärlden. Något som möjliggjorts genom topografin och rutnätsplanen. Östersund är därför en av två städer i Sverige med fjällutsikt (den andra är Kiruna).
Regelbundenheten som finns i Östersunds gatusystem och grändernas lutning ned mot Storsjön har gett upphov till de för de äldsta delarna av staden så karakteristiska fönstren mot väster. Gränderna är ofta att betrakta som synnerligen branta. Många av de gamla husen i gränderna är mycket väl anpassade byggnadstekniskt till lutningen.

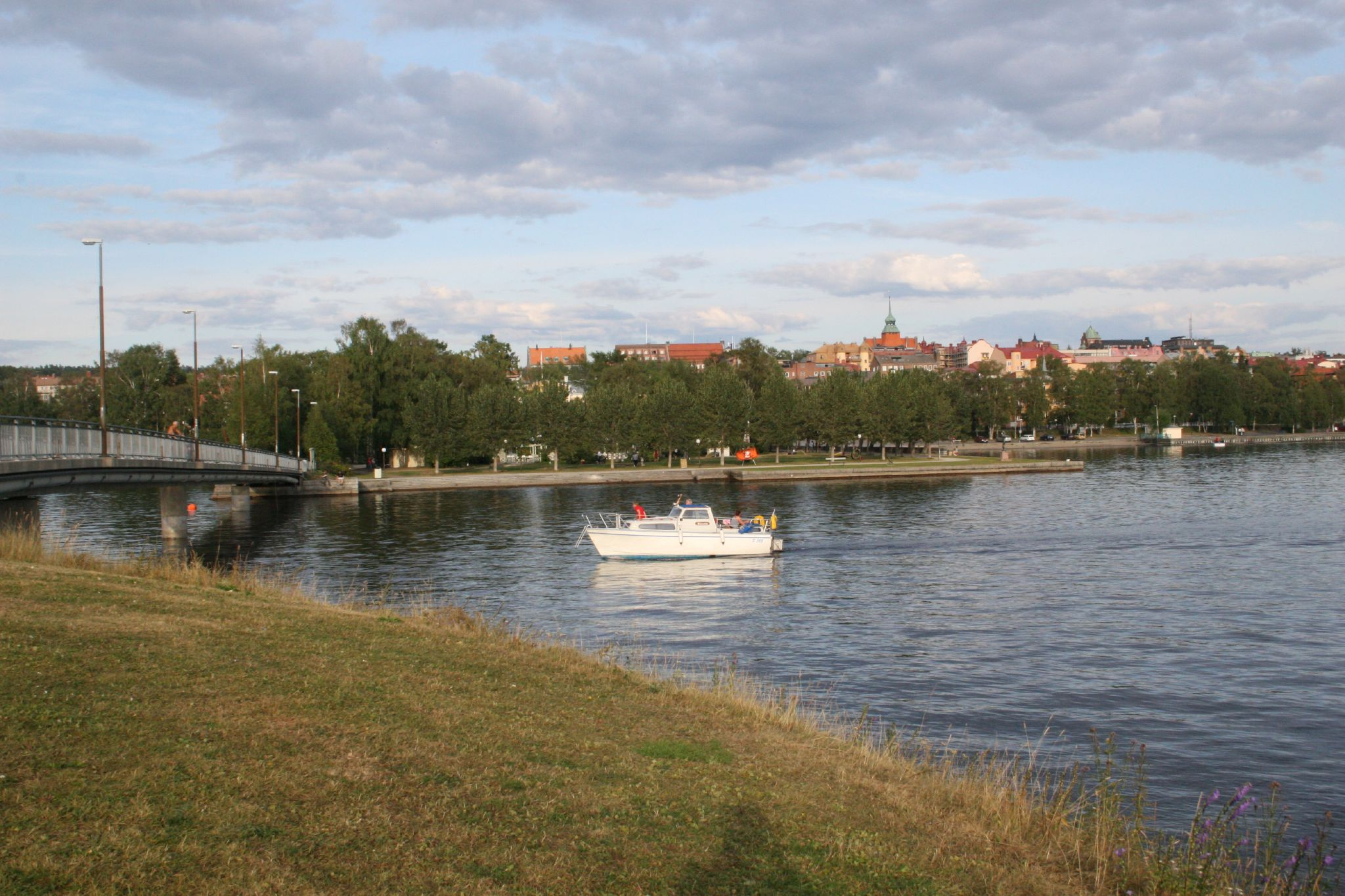
Vy mot Badhusparken och Staden.

Östersunds första stadsplan blev utlagd så att största möjliga yta skulle utgöra grönområden. Staden blev således planlagd som en grön stad och tomter delades in i byggnads- och ”kryddgårdstomter”. Tomterna kom att ligga växelvis inom både samma kvarter och i förhållande till angränsande kvarter. Dessa är numera bebyggda, men de områden som avsattes för stora grönområden som Kyrkparken, Österängsparken (nu i stadsdelen Söder) och Badhusparken i Staden utgör fortfarande Östersunds gröna profil. I Badhusparken fanns tidigt ett badhus, men det revs 1881 på grund av järnvägen och i stället uppfördes ett stort och ståtligt utsmyckat kallbadhus med två våningar på pålar en bit ut i Storsjön. Det här kallbadhuset kom också att rivas 1938, när ett varmbadhus kom till.

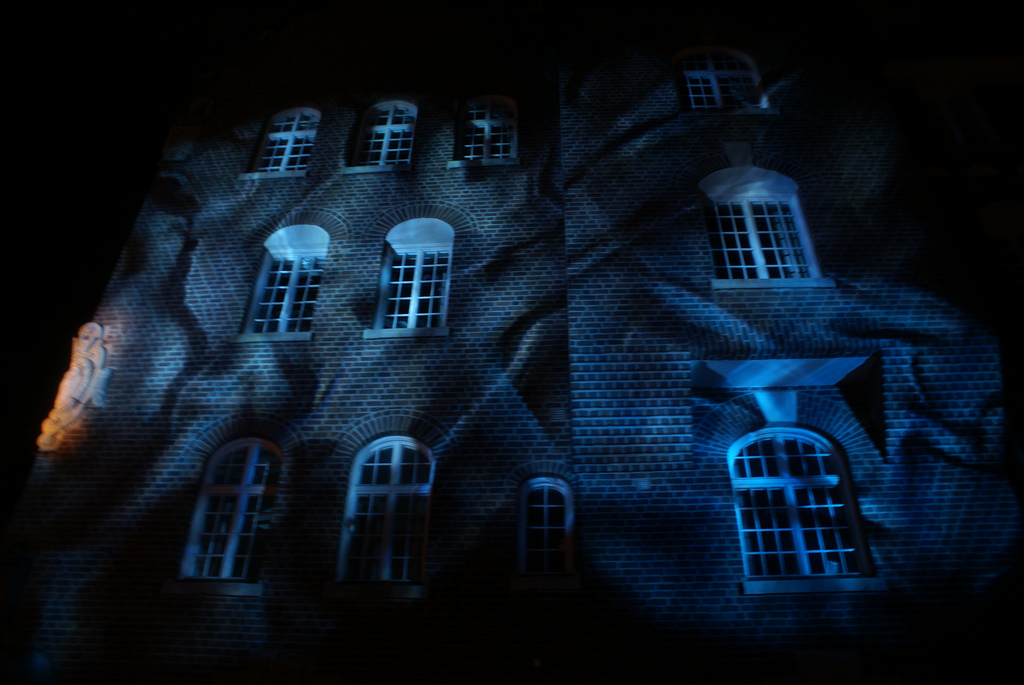
Den nationalromantiska Sparbanksbyggnaden upplyst under Vinterfestivalen.

När Östersund började växa i slutet av 1800-talet uppfördes hus främst i trä, även om sten också började bli vanligt i de centrala delarna. Husen som uppfördes under den här tiden var präglade av nygotik och nyrenässans. Många tornprydda hus uppfördes under samma tid, som till exempel Hotell Grand vid Stortorget. I början av 1900-talet rådde en ny tid och den gick hårt fram på bland annat Prästgatan. Trähus byttes ut mot stenhus då det var i stenhus en stads välstånd mättes. Samtidigt anlades militärkaserner i anslutning till den äldre bebyggelsen. Även jugendstilen slog igenom och kompletterade den nationalromantiska arkitekturen.
På 1930-talet kom funktionalismen till Östersund och framför allt till de områden utanför själva staden som växte. 1940-talet präglades av bilismen och staden kom att planeras för i första hand bilen och i andra hand människan. Senare började de sanitära frågorna att dyka upp, varvid ett reningsverk bildades och avloppsvattnet slutade rinna rakt ut i Storsjön. 1960- och 1970-talen präglades främst av miljonprogrammet, samtidigt som äldre hus såsom Hotell Grand revs (för att ge plats åt nuvarande Storsjöteatern) tillsammans med cellfängelset (i början av Prästgatan), västra stationen (vid Badhusparken) och flickskolan (där Östersunds bibliotek idag ligger). I lokaltidningarna kallade man det hela för ”rivningsvansinne” och ”saneringsvälten”. Man ville även riva Gamla Teatern för att bredda Rådhusgatan, men då fick östersundarna nog och den byggnaden står kvar i dag.

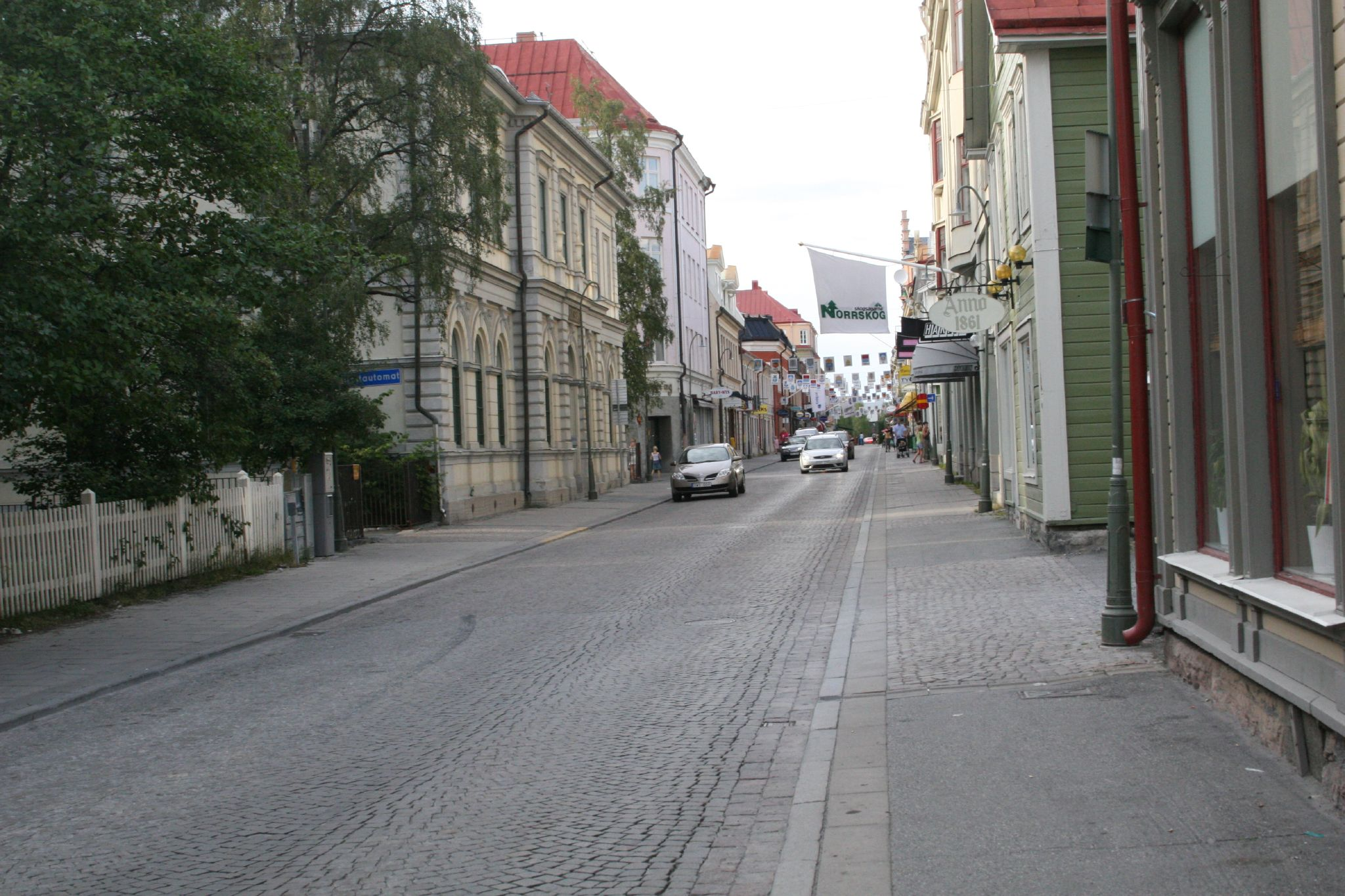
Storgatan mitt i Staden med en kryddgårdstomt till vänster i bild.

Stortorget i stadsdelen Staden i centrala Östersund är ett av sex ”slutna torg” som anlagts i Sverige. De andra återfinns i Haparanda, Karlstad, Piteå, Uppsala och Vimmerby. Torget skapades genom inskärningar i fyra kvarter för att medvetet skapa ett så kallat friluftsrum med öppningar åt vardera håll. Stilen kan i sig härledas till renässansens stadsbyggnadslära. Torget har emellertid förlorat sin ursprungliga form då det ”öppnades upp”. Torget har länge verkat som stadens huvudsakliga marknadsplats och hjärtpunkt, det är även här som den tusenåriga Gregoriemarknaden hålls varje år i mars månad. Även stadsfestivalen Storsjöyran har Stortorget som sin centralpunkt.

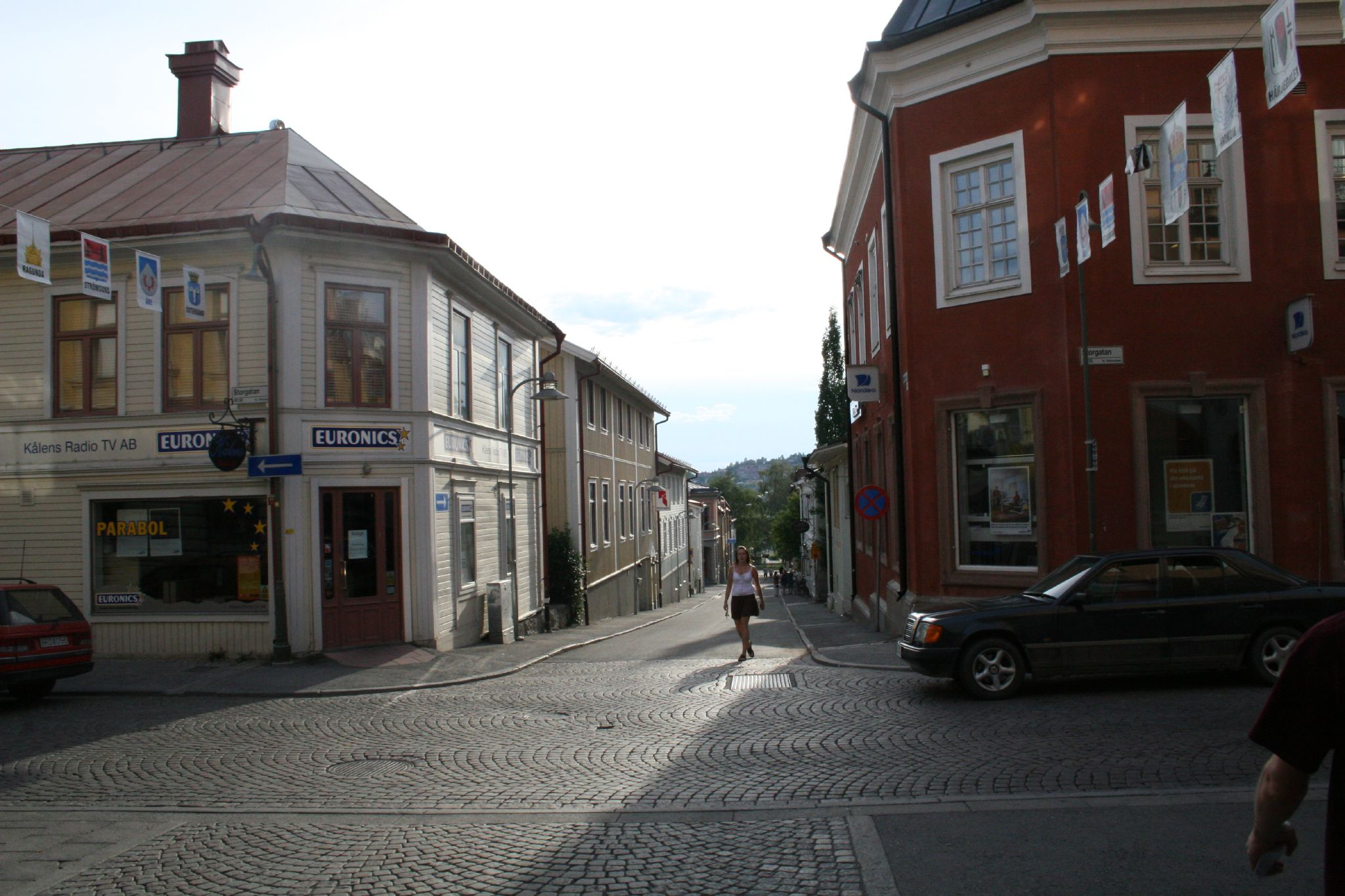
Korsning mellan Storgatan och en av gränderna ned mot Storsjön; ett av Stadens och Östersunds”fönster mot väster”.

Bebyggelsen längs Storgatan anses med stadsmiljöer från 1880-talet vara en av de mest välbevarade i Sverige. Träfasaderna är detaljrika och husen relativt låga, korta och smala. Ett stort arbete lades ned på de här husen och balanserar väl mellan detalj och helhet. Parallellt med Storgatan går Prästgatan, Östersunds handelsgata. Husen på tomterna mellan Storgatan och Prästgatan är ofta sammanbyggda och gatorna bildar små rum dit friska vindar har relativt svårt att nå. Dessa rum stimulerar även det sociala livet på gatorna.

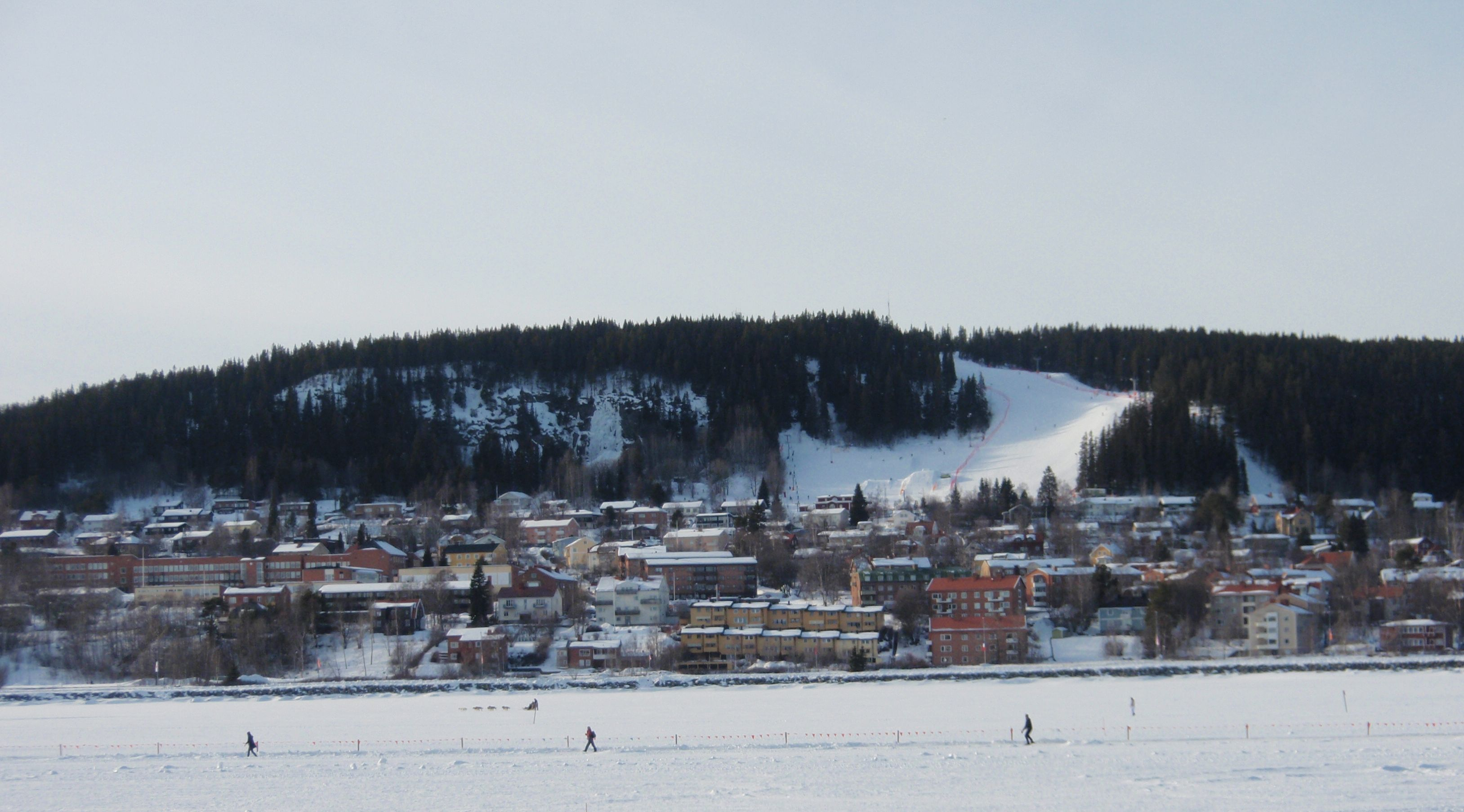
Frösön var tidigare inte bara en ö utan även en köping. Ön är dock numera delvis en del av tätorten Östersund med 6 stadsdelar på ön.

I staden finns ett antal konstverk som till exempel skulpturen Far och son av Olof Ahlberg från 1921, Kören på Stortorget och Sjunken tärning av Torsten Renqvist utanför länsbiblioteket.

### Stadsdelar och bostadsområden
Innan Östersund etablerades var bosättningen i området sparsam. I Odensala och Torvalla fanns det sedan tidigare bosättningar, men dessa två blev en del av Östersund långt senare och är i dag två stora stadsdelar. Förutom dem finns stadsdelarna Staden, Söder, Odenslund, Karlslund, Odenskog, Lugnvik, Körfältet, Norr, Hornsberg, Östberget, Frösödal, Mjälle, Härke och Valla. De åtta sistnämnda stadselarna ligger på ön Frösön. Staden Östersund växer hela tiden och nybyggnationer börjar att ta form såsom det nya bostadsområdet Storsjö Strand i stadsdelen Söder samt den nyaste stadsdelen Härke. Till Östersunds tätort hör också Byskogen och Sånghusvallen som ligger i Krokoms kommun. De centrala delarna av Östersund ingår i stadsdelen Staden (City), som har kommit att bli synonymt med Östersund för många personer som bor i närliggande orter; de benämner vanligen östersundarna som stassbon ’stadsborna’.

### Landmärken

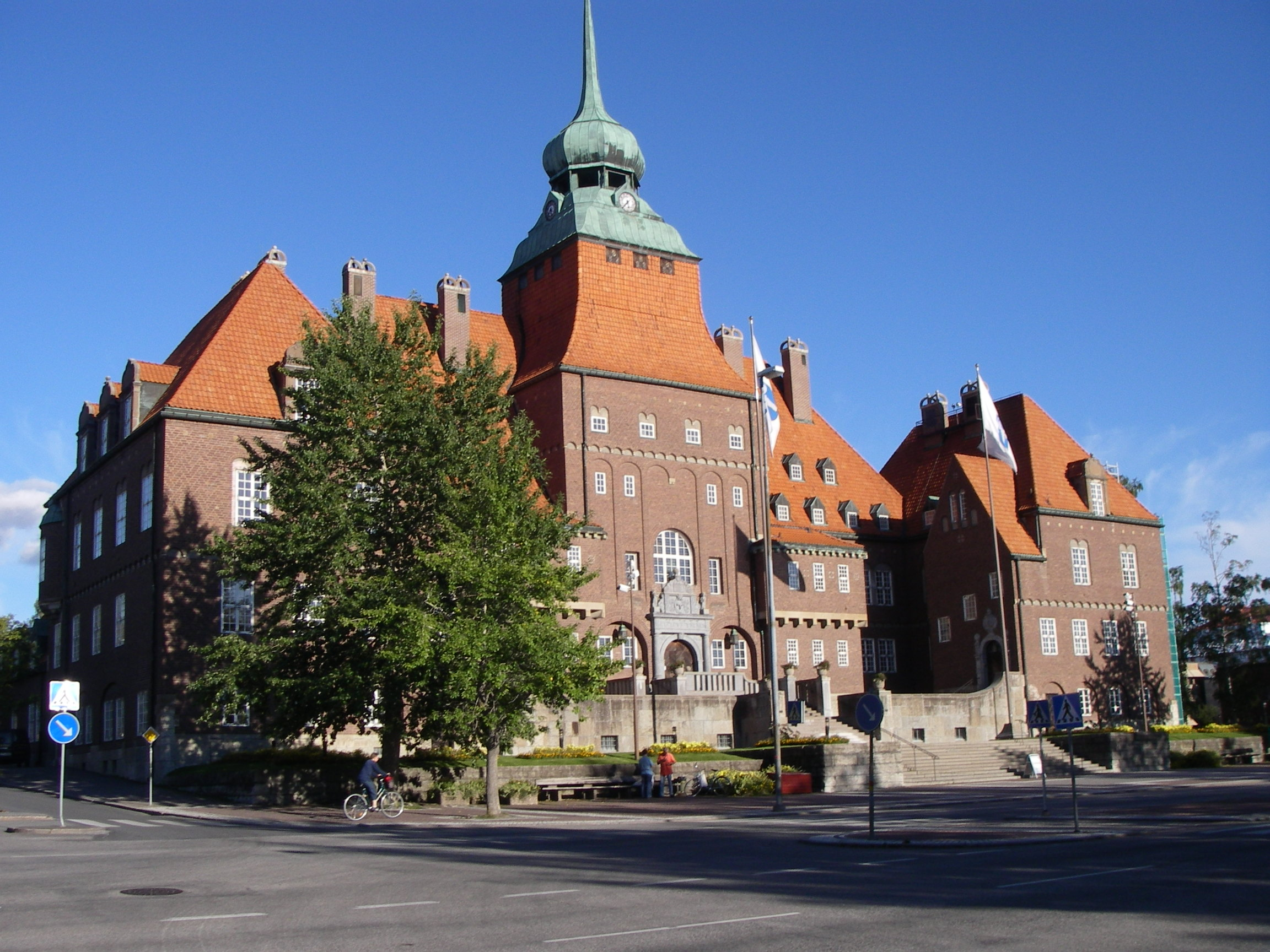
Östersunds rådhus mitt i Staden.

#### Östersunds rådhus
Det landmärke eller den byggnad som allra främst förknippas med Östersund är det 51 meter höga rådhuset  i Staden. Östersunds rådhus har 136 rum och är byggnadsmässigt den främsta företrädaren för den nationalromantiska arkitekturen i Östersund. Rådhuset liknar i sig en fästning och återknyter särskilt till Jämtland. Klockstapeln är en typisk jämtsk sådan, den lokale skulptören Olof Ahlberg gjorde skulpturdetaljer och ornamenten är gjorda i jämtsk kalksten. Frans Bertil Wallbergs rådhus sågs av samtida kollegor som det bästa av modern svensk arkitektur.
Byggnadens huvuddel framhävs av det ståtliga klocktornet och en storslagen trappläggning. Östersunds rådhus hade ursprungligen två flyglar mot öster, men den södra revs på 1970-talet då byggnaden sammanlänkades med ett nämndhus.

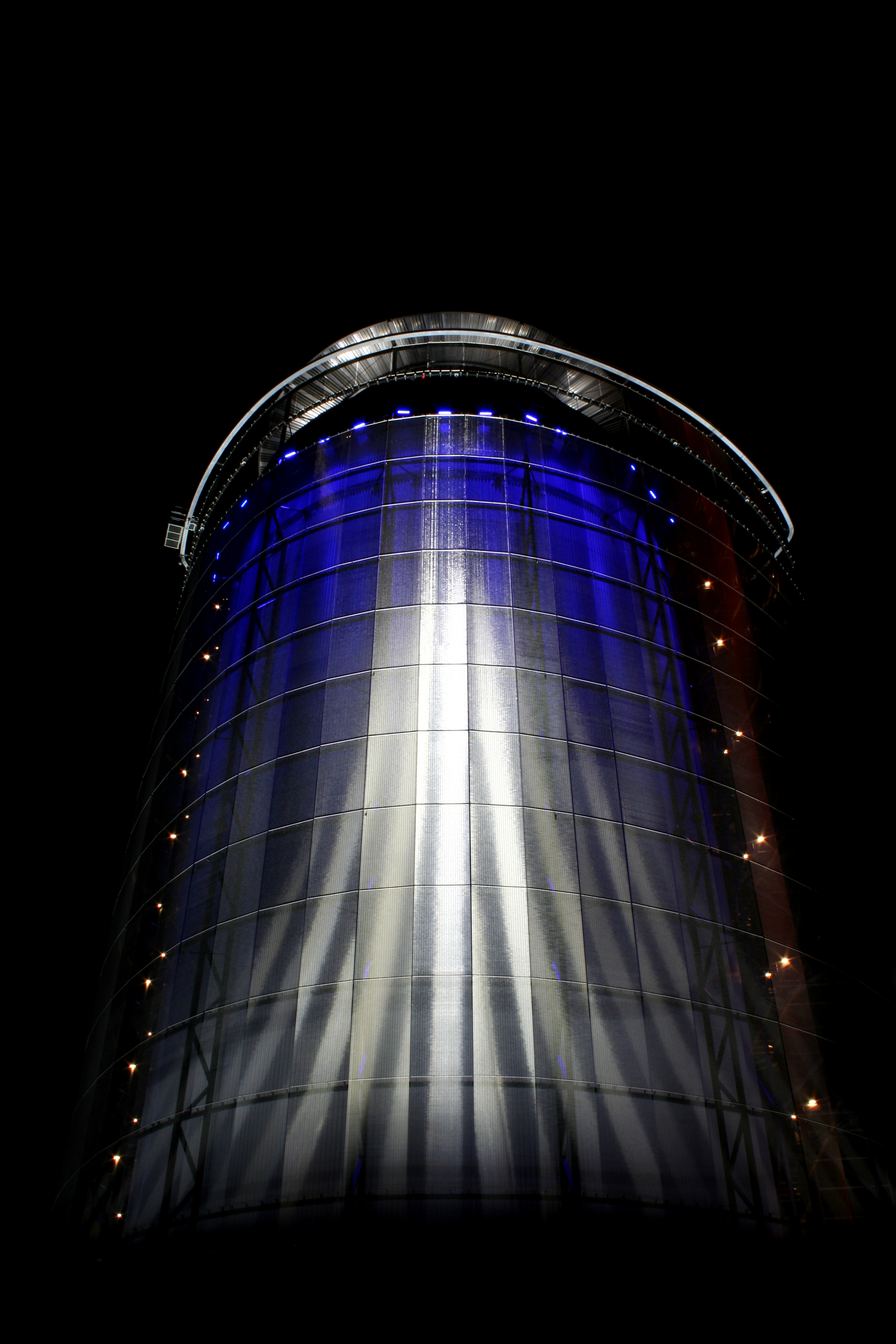
65 meter höga Arctura med restaurang i toppen vid Östersunds skidstadion i Karlslund.

#### Arctura
Ett annat landmärke är Arctura i Karlslund, som fått sitt namn av Jämtlands landskapsstjärna Arcturus. Arctura uppfördes 2003 och är en 65 meter hög ackumulatortank tillhörande Jämtkraft, som på grund av sitt utseende allmänt kallas ”termosen” av lokalbefolkningen. Upptill och nedtill på byggnaden finns 7 600 små lampor som ger tanken olika belysningar under olika delar av dygnet. Det finns ett flertal program som styr hur Arctura ser ut där ett exempel är norrsken.

#### Stora kyrkan
Östersunds nya kyrka eller Stora kyrkan på Söder är en monumental byggnad i Östersunds stadsbild. Kyrkan är en basilika gjord av tegel med ett enormt västtorn mot Storsjön och Oviksfjällen, och har väl synliga sidoskepp. Koret är tresidigt och själva huvudportalen är gjord i ljus granit av Olof Ahlberg och föreställer Jämtlands kristnande.

## Klimat
Vinterklimatet är mildare än det annars normala i inlandet sett till breddgraden, främst beroende på västvindar från Atlanten genom Storlienpasset. Den här i någon mån maritima karaktären gör också att somrarna är ganska svala, trots att Östersund är beläget i inlandet. Vissa sommardagar kan bjuda på hösttemperaturer på 10-15 grader. Nordvästan eller Kallvästan är lokala benämningar på de kalla vindar som kan blåsa in över staden från nordväst, det vill säga Arktis.
Då Jämtlandsfjällen tar emot större delen av all nederbörd som kommer från havet har Östersund och Storsjöbygden ett mindre regnunderskott. Sommaren 2007 vann Östersund Sveriges "solliga", där ett urval orter ingick, med 654 soltimmar.
Östersunds årliga nederbörd, samt de lägsta och de högsta medeltemperaturerna för ett helt år:
|                                            | Jan | Feb  | Mar | Apr  | Maj  | Jun | Jul  | Aug  | Sep  | Okt  | Nov  | Dec |
| ------------------------------------------ | --- | ---- | --- | ---- | ---- | --- | ---- | ---- | ---- | ---- | ---- | --- |
| Normaldygnets maximitemperaturs medelvärde | −5  | −3   | 0   | 5    | 12   | 16  | 18   | 17   | 12   | 6    | 0    | −3  |
| Normaldygnets minimitemperaturs medelvärde | −10 | −9   | −6  | −2   | 3    | 8   | 10   | 10   | 6    | 2    | −3   | −8  |
|                                            |     |      |     |      |      |     |      |      |      |      |      |     |
| Nederbörd                                  | 19  | 16,3 | 14  | 19,8 | 22,5 | 47  | 60,9 | 48,3 | 33,6 | 24,6 | 19,3 | 18  |

| Diagram | temperaturer i °C • månadsnederbörd i mm | temperaturer i °C • månadsnederbörd i mm | temperaturer i °C • månadsnederbörd i mm | temperaturer i °C • månadsnederbörd i mm | temperaturer i °C • månadsnederbörd i mm | temperaturer i °C • månadsnederbörd i mm | temperaturer i °C • månadsnederbörd i mm | temperaturer i °C • månadsnederbörd i mm | temperaturer i °C • månadsnederbörd i mm | temperaturer i °C • månadsnederbörd i mm | temperaturer i °C • månadsnederbörd i mm | temperaturer i °C • månadsnederbörd i mm |
|         | 19 -5 -10                                | 16 -3 -9                                 | 14 0 -6                                  | 20 5 -2                                  | 23 12 3                                  | 47 16 8                                  | 61 18 10                                 | 48 17 10                                 | 34 12 6                                  | 25 6 2                                   | 19 0 -3                                  | 18 -3 -8                                 |

Temperaturerna nedan är uppmätta mellan 1823 och 1827.
|                      | Jan    | Feb   | Mar   | Apr  | Maj  | Jun   | Jul   | Aug   | Sep  | Okt  | Nov   | Dec   |
| -------------------- | ------ | ----- | ----- | ---- | ---- | ----- | ----- | ----- | ---- | ---- | ----- | ----- |
| Medeltemperatur (°C) | −12,64 | −9,28 | −3,49 | 0,56 | 6,32 | 12,49 | 14,39 | 13,31 | 7,35 | 4,11 | −1,62 | −6,14 |

## Handel och näringsliv

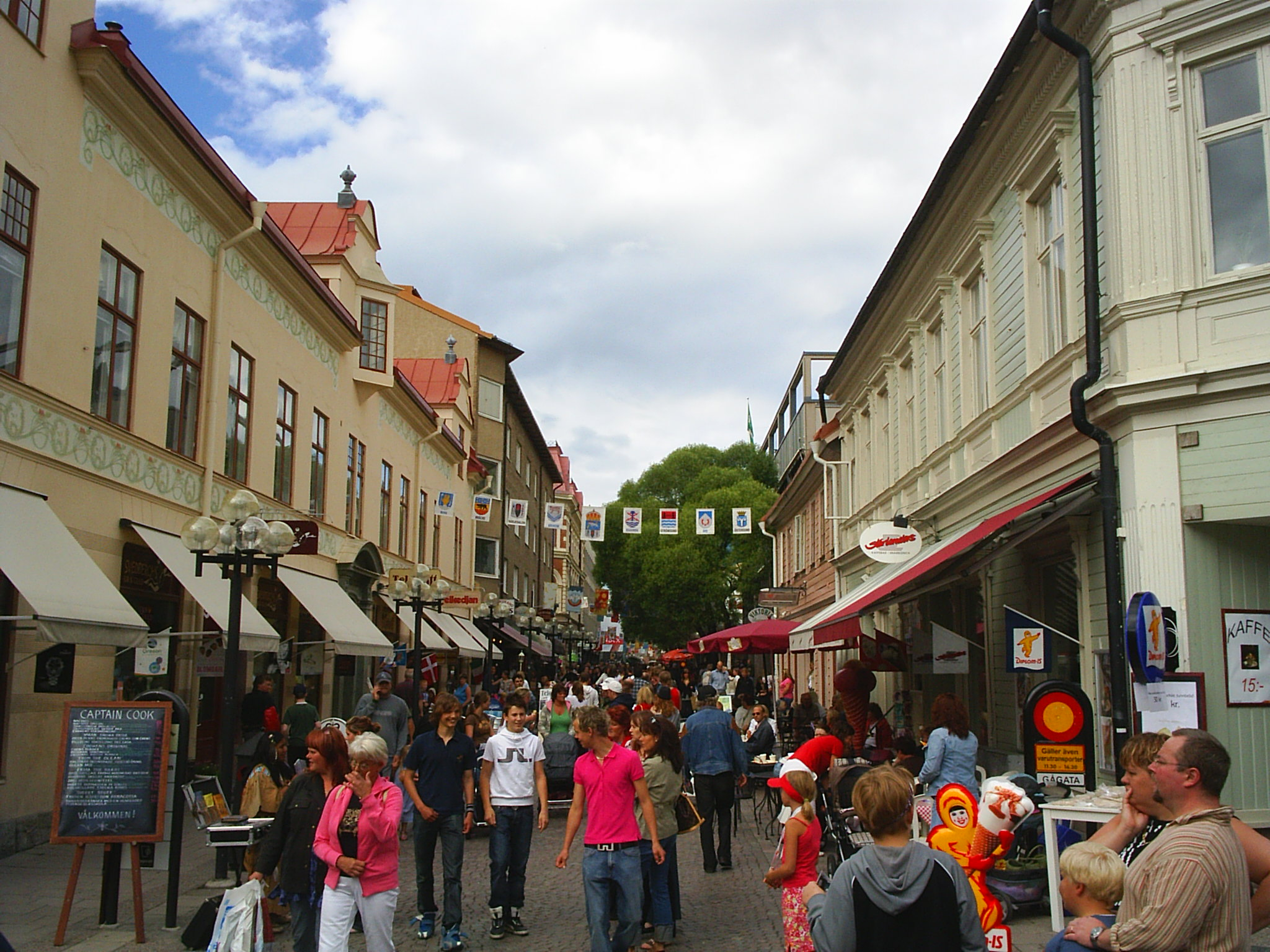
Prästgatan i Staden i centrala Östersund.

Likt övriga Jämtland domineras Östersund av småföretag. Staden är hela Jämtlands läns handelscentrum och har över 300 affärer. Detaljhandeln i staden omsätter 30 procent mer än vad befolkningsunderlaget borde ge. Handeln i stadskärnan, som ligger i stadsdelen Staden, består främst av gågatan Prästgatan där stora varuhus som Mittpunkten (tidigare Domus), Åhléns (ursprungligen Tempo) och Kärnan återfinns. I stadskärnan finns även stora klädesbutiker såsom H & M, Kappahl, Lindex med flera, runt 50 restauranger, skoaffärer, sportbutiker, dagligvaruaffärer och mycket annat. Även Storgatan som går parallellt nedanför Prästgatan är en gata kantad av affärer, restauranger och kaféer, Storgatan är emellertid inte en gågata. Östersund är den stad i Sverige som har flest meter skyltfönster per invånare. Den främste personen inom Östersunds näringsliv under 1900-talet var häst- och sedermera bilhandlaren Sven O. Persson, grundaren av Persson Invest, Byggelit och Bilbolaget.
Östersund är en utpräglad handelsstad och i Staden hålls den årligt återkommande Gregoriemarknaden, som har tusenåriga anor, i tre dagar i början av mars. Trots att den förbjöds 1914 kom den fortfarande att hållas i staden i ett par år. 1950 hölls en ny Gregoriemarknad men det var först vid stadens 200-årsjubileum 1986 som den kom tillbaka på riktigt och har sedan dess hållits årligen. 1948, då marknaden inte var verksam i staden, fanns det visioner om att återknyta till stadens marknadstraditioner i en modern tappning, varvid den stora varumässan Expo Norr initierades 1950 för att befästa staden som norra Sveriges ledande handelsstad. Mässan är precis som Gregoriemarknaden årlig men hålls under sommaren och inte under vintern. Antal besökande till Expo Norr uppgår varje år till drygt 30 000 personer.

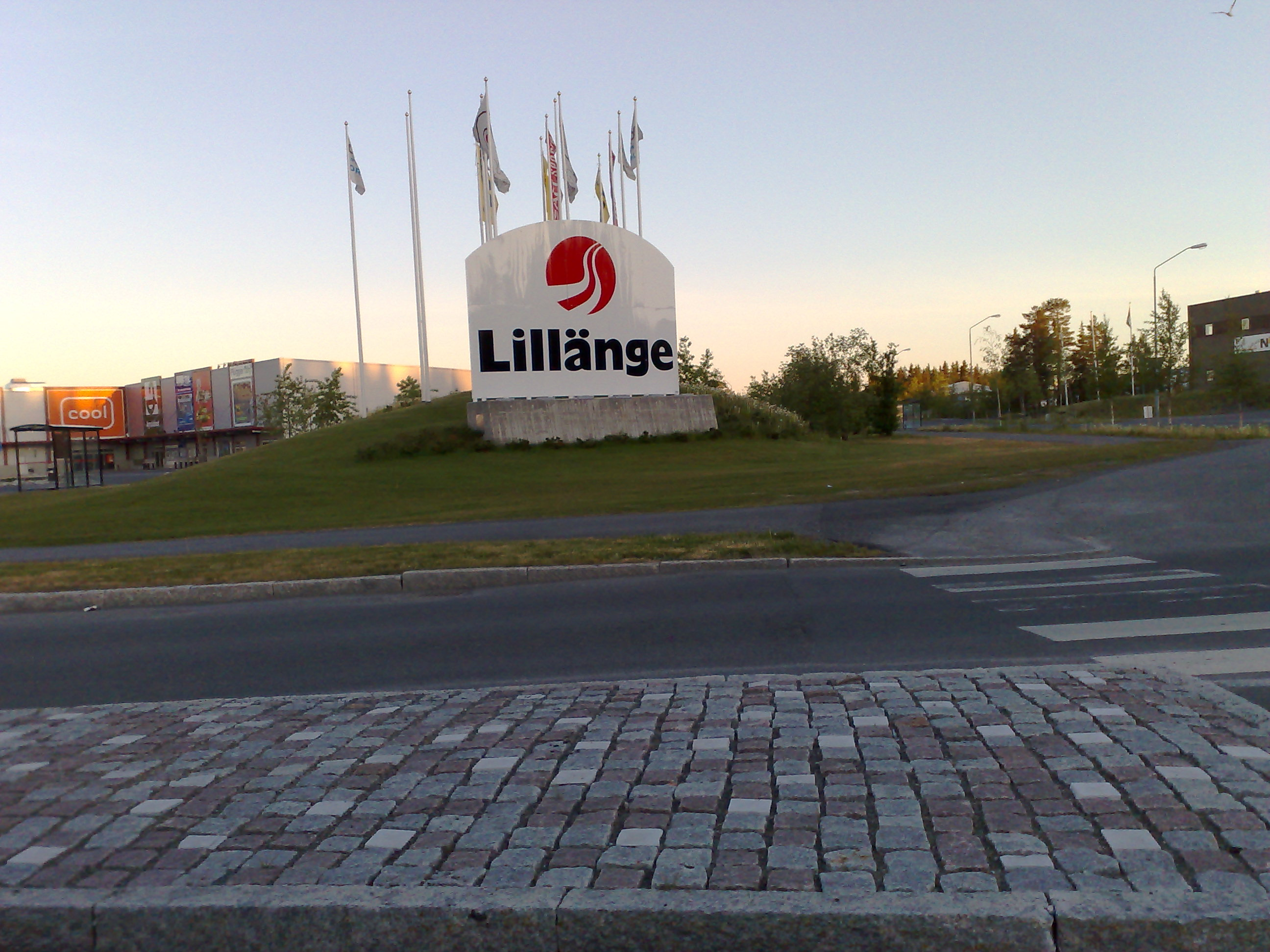
Lillänge är ett större köpcentrum i stadsdelen Odenskog.

I Staden iÖstersund ligger ett av Mittuniversitetets två campus där det utgör en rekryteringsbas för några av de företag som är verksamma i Östersund. Universitetet sysslar särskilt med affärsutveckling, elektronikproduktion samt mjukvaruutveckling. I likhet med många andra residensstäder hör offentliga arbetsgivare som kommun och landsting till de största arbetsgivarna.
Vid sidan om handel och offentlig service finns komponenttillverkare till verkstadsindustri med multinationella kunder på listan. Två Östersundsföretag är marknadsdominerande på snökanoner. De traditionella näringarna har kompletterats med informationsteknik och telekommunikation på senare år. Flera stora företag och koncerner finns också i Östersund som till exempel Cybercom, Tieto, Svenska Dagbladets kundtjänst, Husqvarna, Swedbanks telefonbank och Telia. Andra tillverkande företag är Jonsson & Paulsson, Byggelit, Areco, Moretens och Lenko. Några större företag som har sitt huvudkontor i staden är bland annat Inlandsbanan AB.
Av alla företag i Östersunds kommun (varav en kraftig majoritet av dem återfinns i Östersund) är 52 procent ”mycket positivt inställda till globalisering” vilket placerar Östersund på åttonde plats i hela landet.

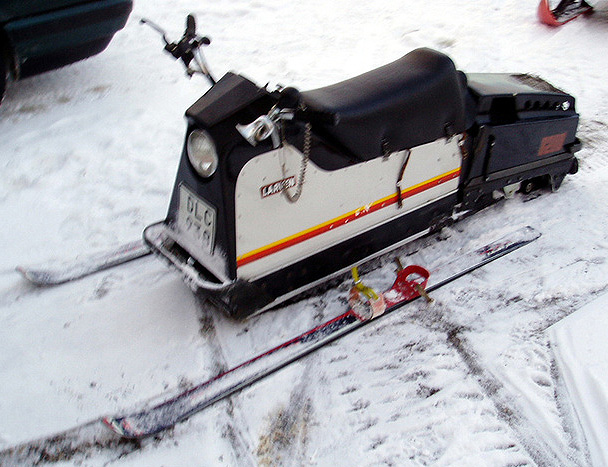
Den kultförklarade Larven gjordes av Lenko i Östersund.
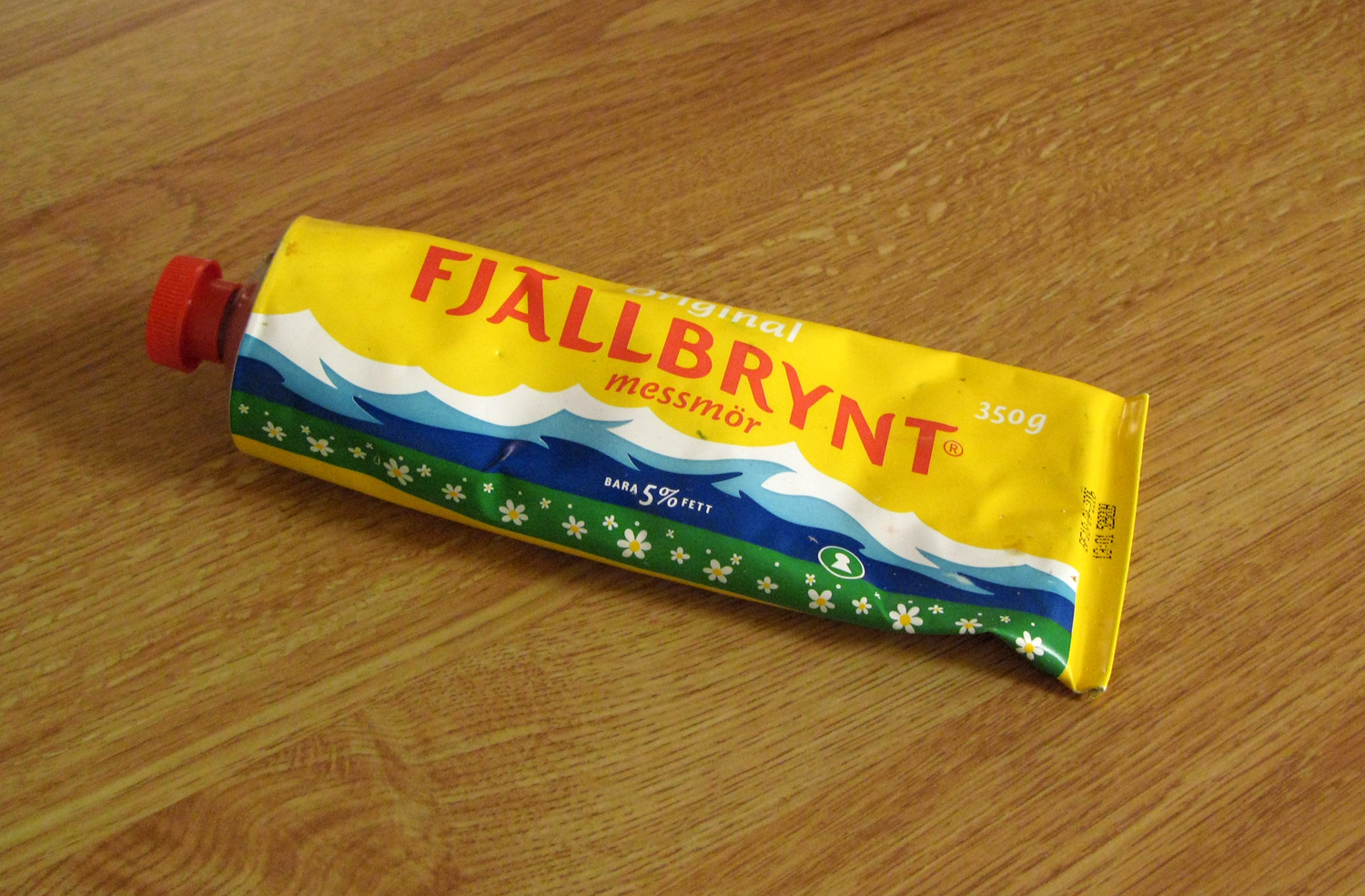
Messmör från Söder i Östersund.
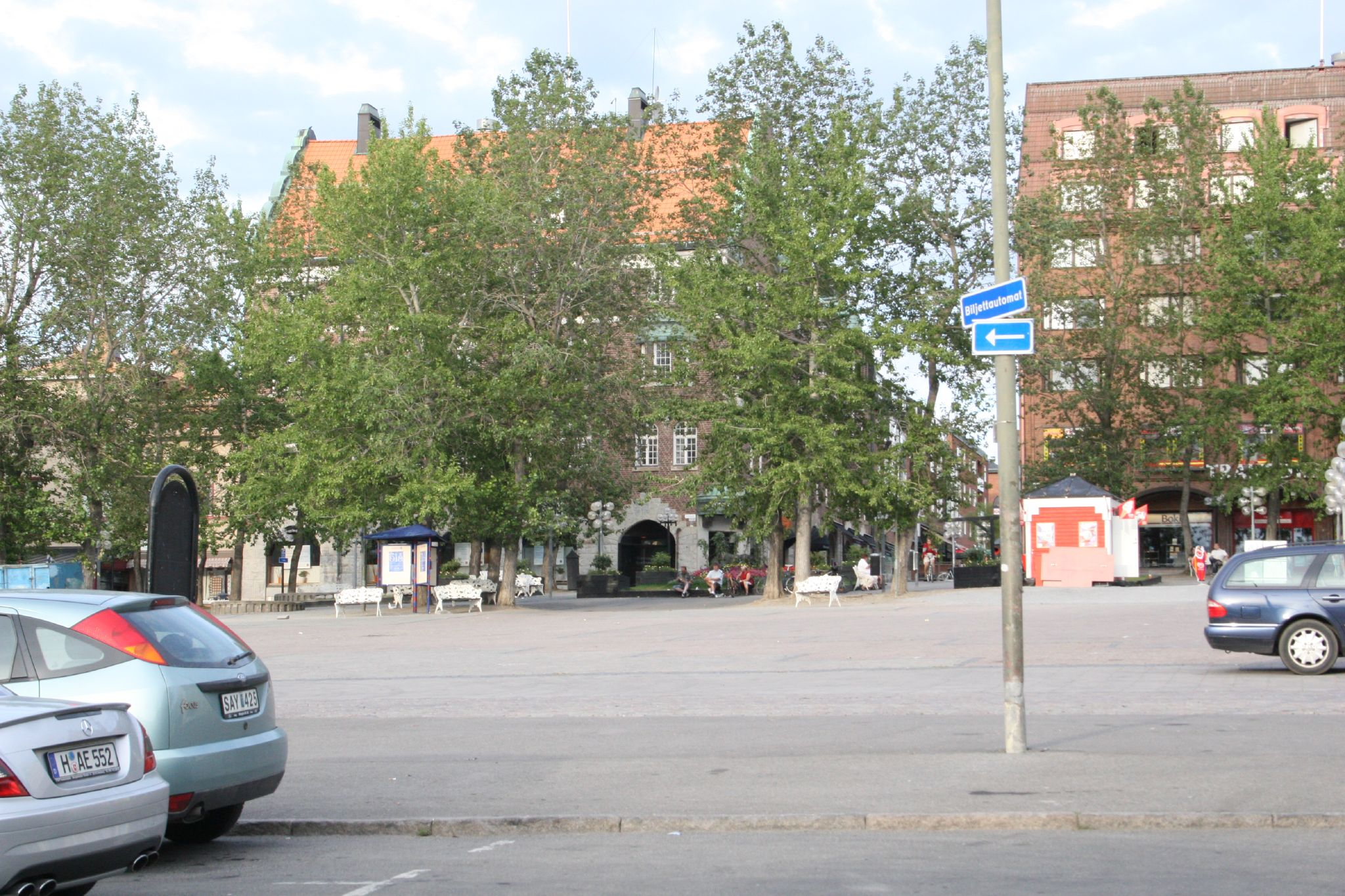
Stortorget i Staden, före ombyggnaden 2008.

### Offentlig förvaltning

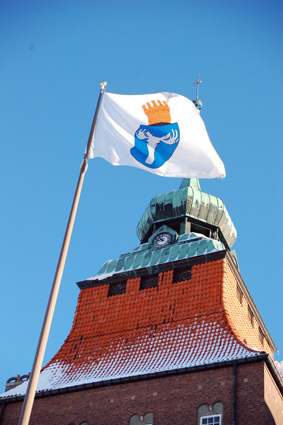
Östersunds Kommun styrs från Rådhuset mitt i Staden.

Ända sedan staden grundades har den haft ett fokus på offentlig förvaltning. Ett fokus som befästes då Jämtland och Härjedalen blev ett eget län 1810, då Östersund blev residensstad och således även säte för länsstyrelsen i Jämtlands län. Även landshövdingens residens finns i staden. Region Jämtland Härjedalen har även numera sitt säte i Östersund, då Frösön, som landstinget (sedan 2015 regionfullmäktige) av gammal tradition varit lokaliserad till, kom att räknas till staden på 1970-talet.
Östersund har på senare tid fått ett antal statliga myndigheter utlokaliserade. Statens folkhälsoinstitut och Myndigheten för tillväxtpolitiska utvärderingar och analyser har sina säten i Östersund. Trafikanalys och Tillväxtverket har också kontor i här. De nedlagda myndigheterna Glesbygdsverket och Institutet för tillväxtpolitiska studier hade sina säten förlagda till Östersund.
Sametinget i Sverige har en del av sin verksamhet förlagd till Östersund i form av kontor som återfinns i Samernas hus tillsammans med Samiskt informationscentrum, som är en del av Sametingets myndighetsuppdrag. Östersund, som på sydsamiska har namnet Staare ’staden’ (tidigare var det officiella sydsamiska namnet på staden Luvlieluspie). Ett av Sametingets två samiska språkcentra finns i Östersund.

## Infrastruktur

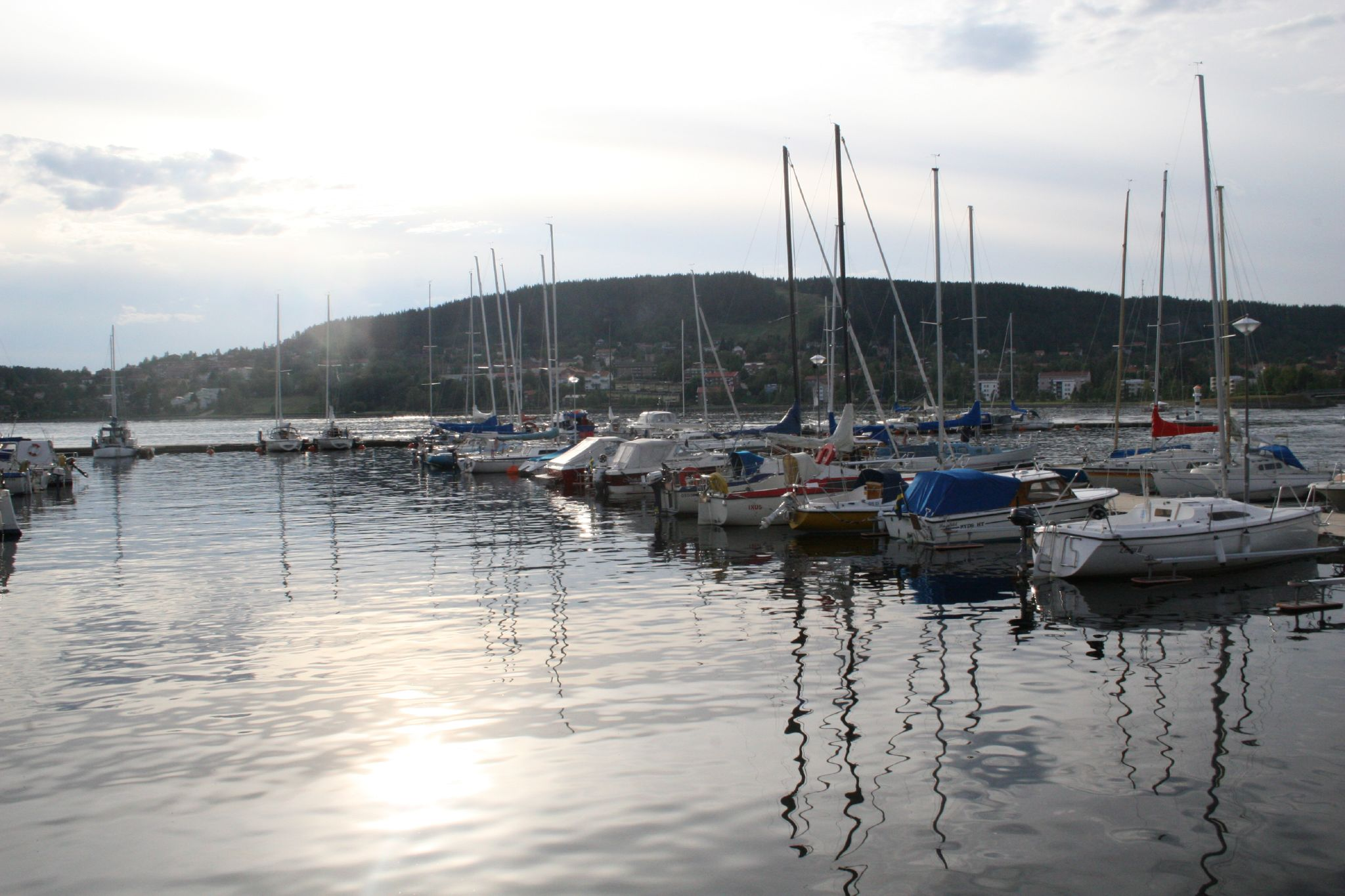
Östersunds båthamn belägen vid Stadens strand mitt i Östersund.

### Flyg
På ön Frösön, elva kilometer väster om Östersunds centrum Staden, ligger Åre Östersunds flygplats. Flygplatsen har dagliga förbindelser med tre reguljära flygbolag till Stockholm (både Arlanda och Bromma), samt till Umeå och Luleå på vardagar.
Under vintersäsongen förekommer ytterligare trafik, bland annat till Göteborg. Dessutom förekommer en del charterflyg till sol- och baddestinationer, samt en del inkommande charterflyg med resor till Jämtlandsfjällen, 2010 bland annat från London, Amsterdam, Köpenhamn, Moskva och Sankt Petersburg.
Vid Göviken på stadsdelen Norr i Östersund, vid Storsjöns strand, finns helikopterföretag etablerade, vilka helt har ersatt den tidigare sjöflygplanstrafiken som kommunikationsmedel till omkringliggande glesbygd och fjällvärld.

### Vägar
Förbi staden passerar Europaväg 14 och Europaväg 45, vars sträcka i Sverige benämns Inlandsvägen, samt Riksväg 87.

### Järnväg
De två järnvägslinjerna Mittbanan och Inlandsbanan går genom Östersund. Både gods- och persontrafik förekommer på båda banorna. SJ AB kör fjärrtåg (SJ 3000 och InterCity) till Stockholm, samt nattåg till Stockholm, Göteborg och Malmö. Den regionala tågtrafiken mellan Sundsvall och Östersund, samt vidare västerut mot Åre och Storlien körs av Norrtåg. På Inlandsbanan förekommer mest turisttrafik som främst trafikeras under sommaren.

### Kollektivtrafik
Inom staden tar man sig enklast fram med någon av Stadsbussarnas nio linjer.

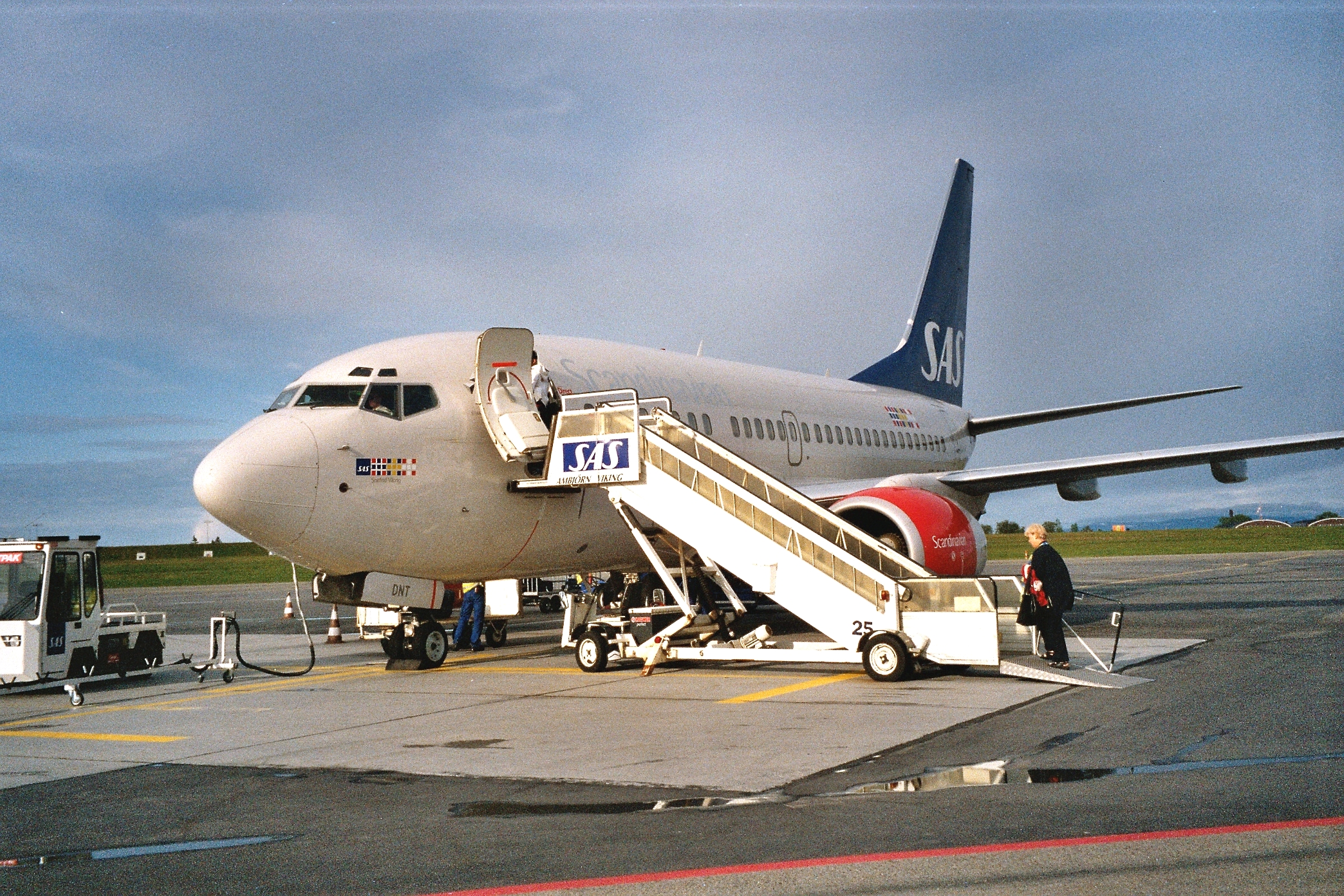
Påstigning på flygfältet.
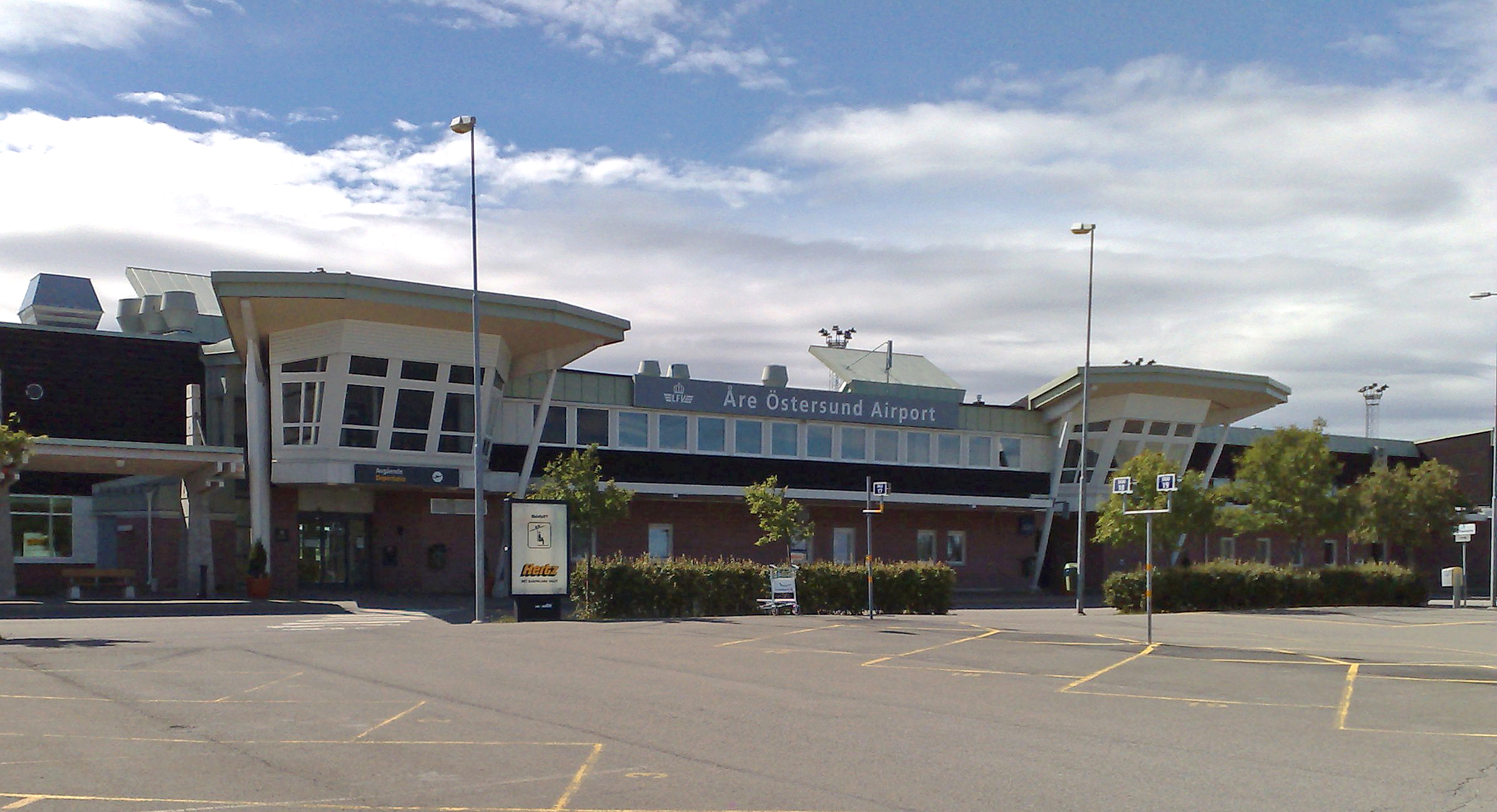
Åre Östersund flygplats.
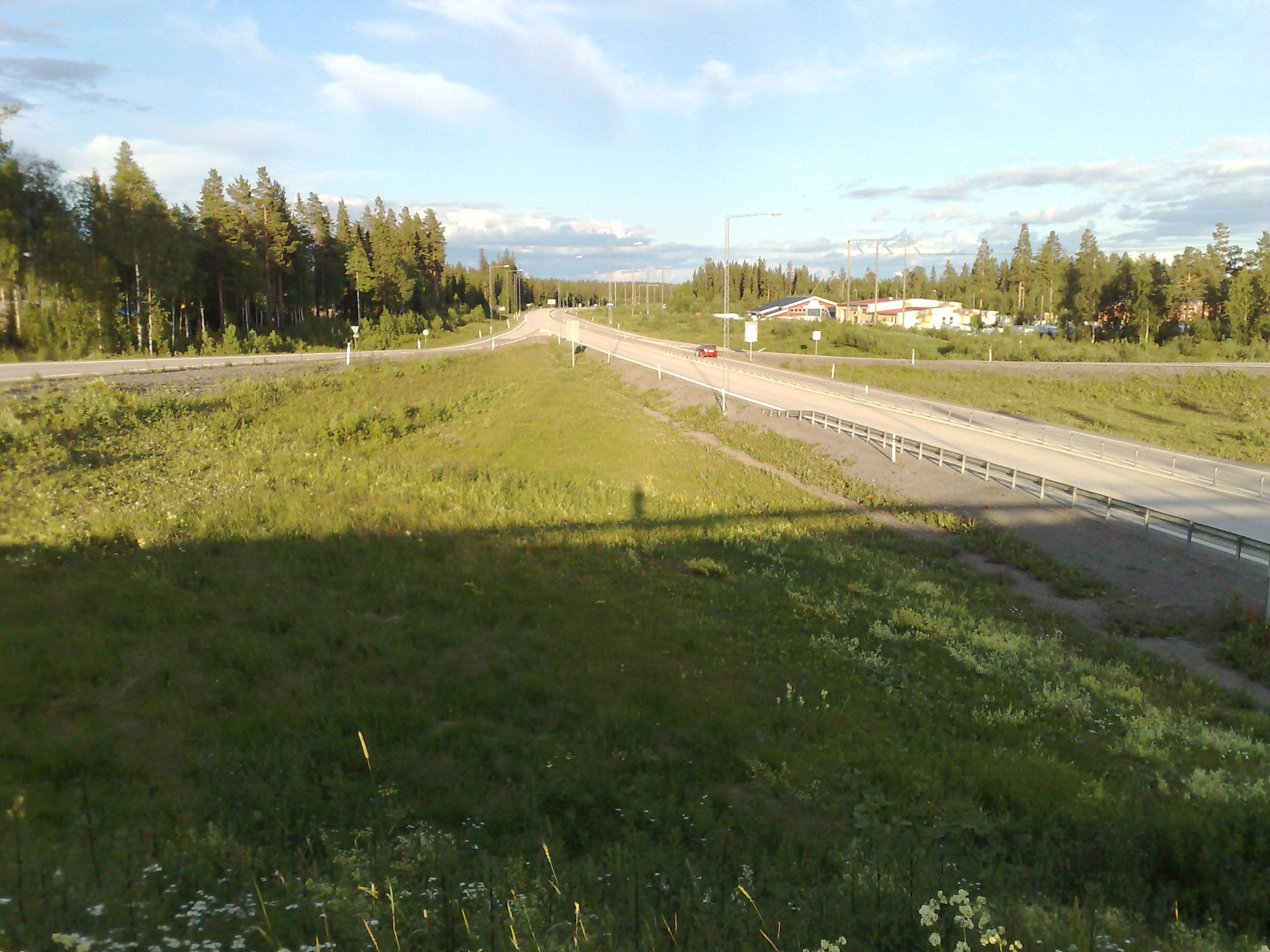
E14 i stadsdelen Torvalla.
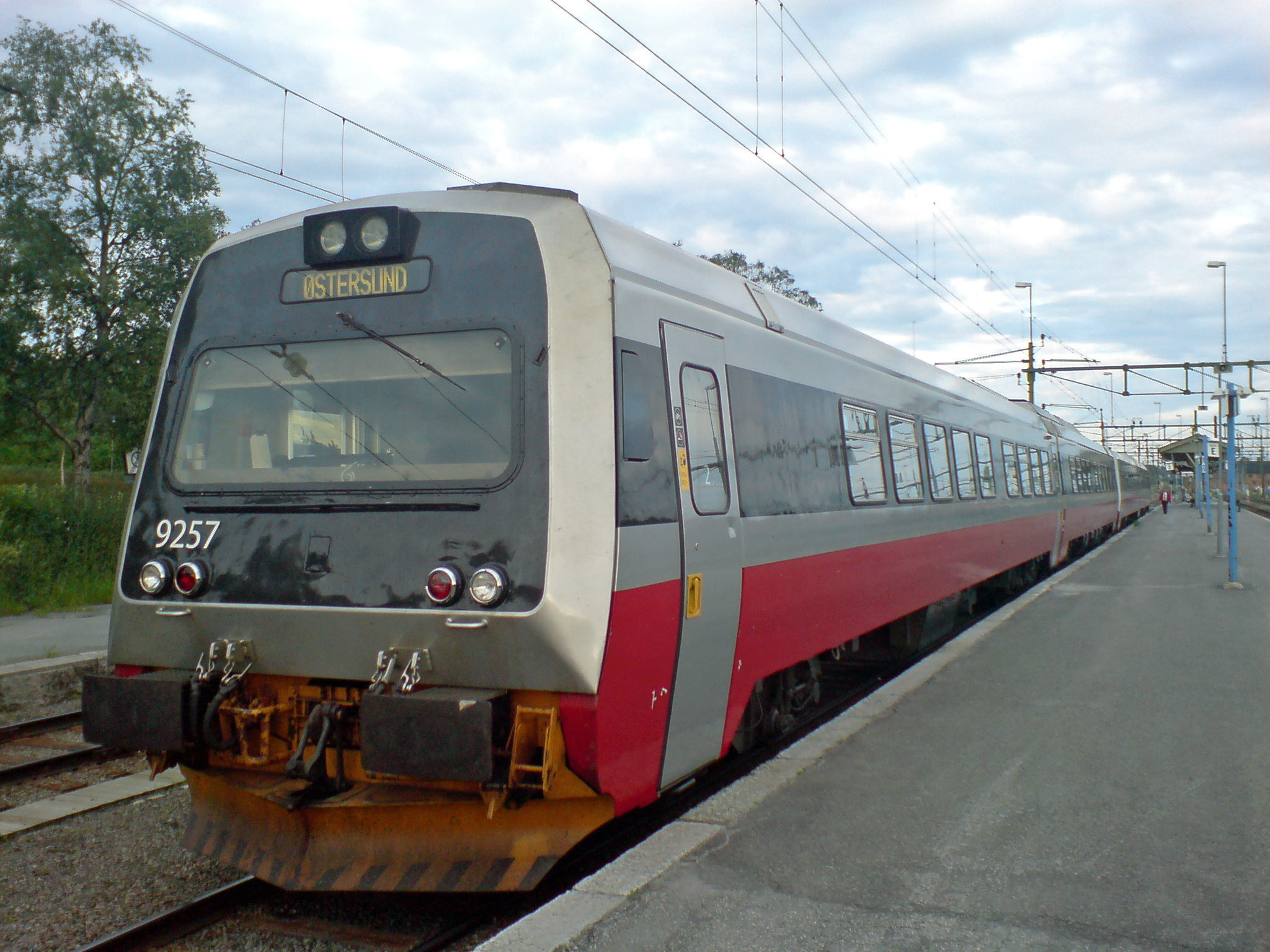
Mittnabotåget.

### Utbildning

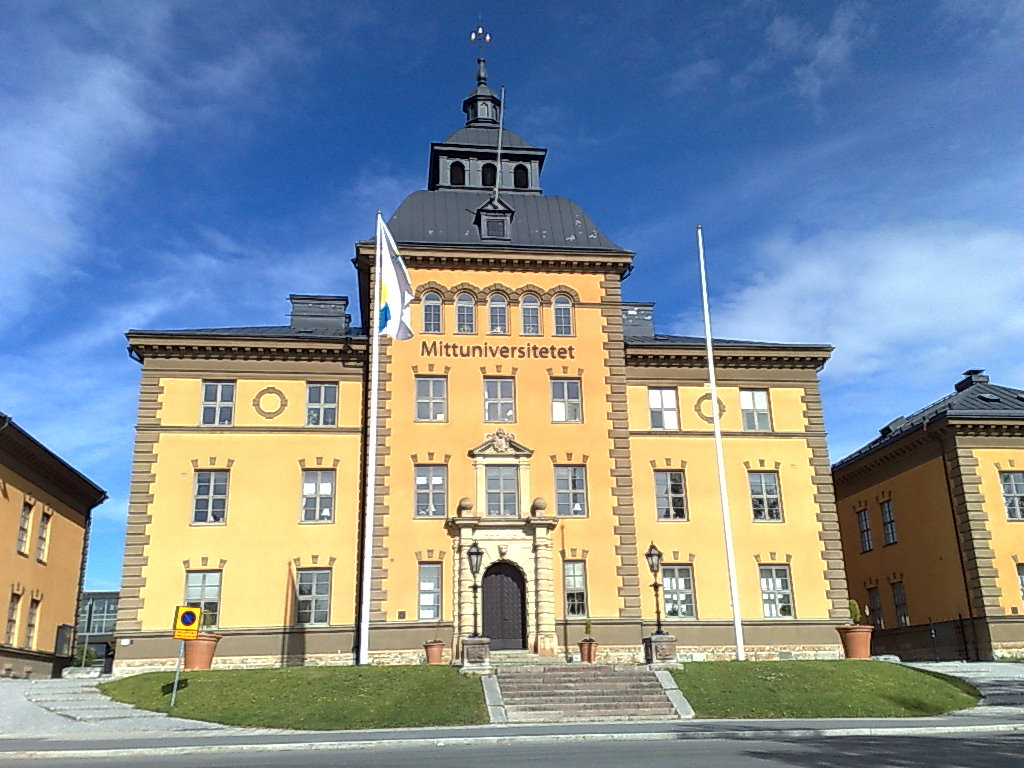
Mittuniversitetet i Staden, Östersund, f.d. Norrlands artilleriregementes kanslihus.

Mittuniversitetet har sitt största campus i Östersund (sett till antal studerande) med sina över 7 000 studenter där hälsovetenskap, samhällsvetenskap och socialt arbete är de dominerande verksamheterna, men även viss IT- och naturvetenskaplig utbildning bedrivs här. Den samhällsvetenskapliga forskningen (företagsekonomi, psykologi, sociologi och statsvetenskap) har sin tyngdpunkt i Östersund liksom forskningen i socialt arbete, medan forskningen inom hälsovetenskap är delad mellan Östersund och Sundsvall. Mittuniversitetet tilldelades universitetsstatus 2005 efter att dessförinnan ha varit högskola, Mitthögskolan, som i sin tur var resultatet av en sammanslagning av Högskolan i Östersund med Högskolan i Sundsvall/Härnösand 1993.
Östersund har en stor gymnasieskola, Jämtlands Gymnasium, som tillkom genom en sammanslagning av Palmcrantzskolan och Wargentinsskolan. Dessutom finns ett antal mindre gymnasieskolor som StorsjöGymnasiset och Östersunds gymnasium. Norra Skolan i centrala staden är Östersunds äldsta skola; 2008 firade skolan 125-årsdag.

## Kultur

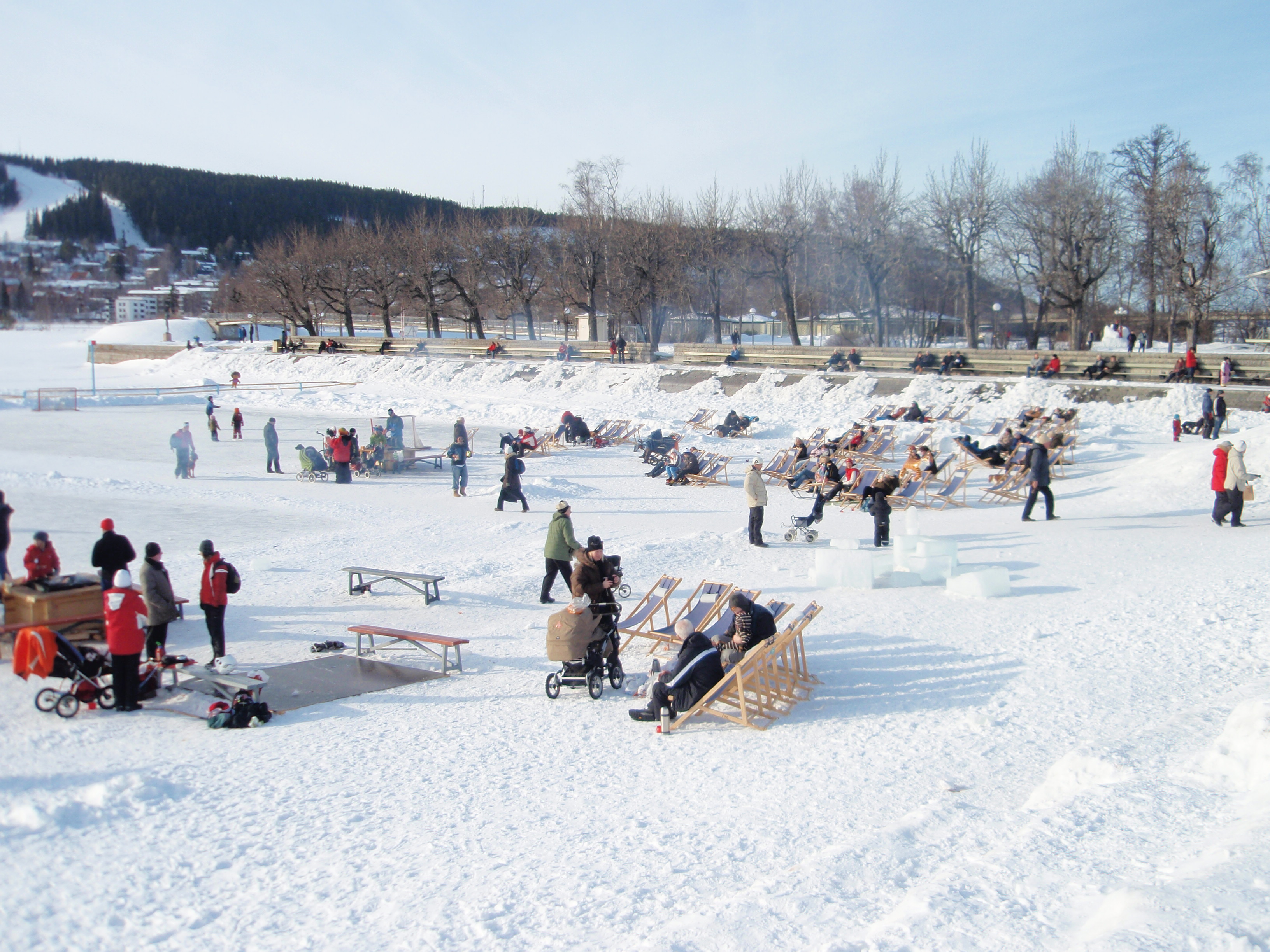
Badhusparken i centrala Östersund vid Stadens strand. På såväl vintern som sommaren pågår många aktiviteter här.

Östersund är en av Sveriges kafétätaste städer. Kaféerna har i sig en lång tradition i staden och var tidigt viktiga samlingsplatser för nöjes-, förenings- och sällskapsliv. Med kaféerna blev det naturligt för de som tillfälligt gästade staden, såsom militärer och landsbygdsbor, att umgås tillsammans med stadsbor. Till de mest anrika kaféerna hör Edenbos på Söder samt Törners och Wedemarks Konditori  i Staden. På den senare sägs världens första smörgåstårta ha blivit gjord av konditor Gunnar Sjödahl på 1960-talet. Brunkullan i Östersunds äldsta delar är det enda som numera har trädgårdsservering, vilket var vanligt förr i staden.
Östersund har ett flertal krogar som till exempel O'Learys, Upstairs, Jane Doe, News, Mark Twain, Captain Cook och GIII i stadskärnan samt Marité vid Storsjön.

### Kulturarenor

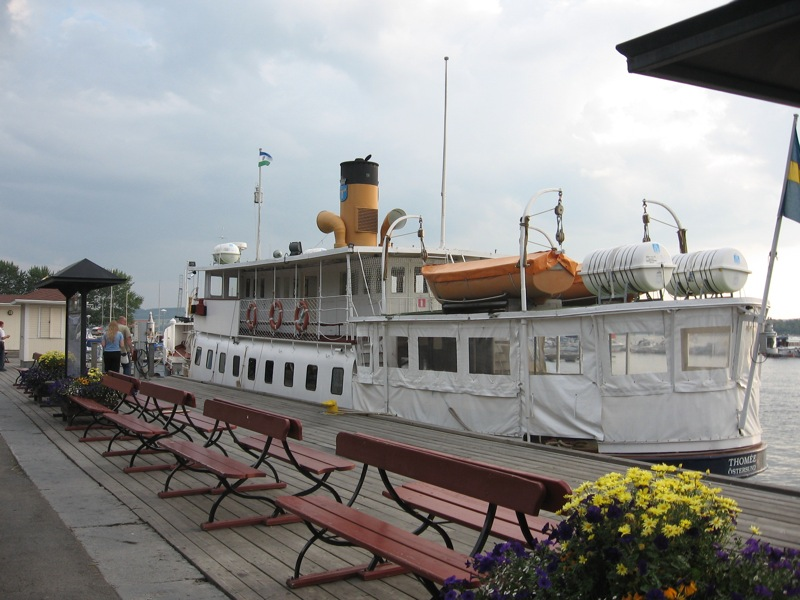
S/S Thomée vid Sjötorget i Östersunds hamn vid Stadens strand.

I Östersund finns det flera museer. Det mest kända är Jamtli – Jämtlands läns museum på Norr. Där finns en konstsamling med över 2 000 konstverk, ett historieland och mycket mer. Museet arrangerar tillställningar såsom Jamtlinatt, midsommar, julmarknad och Jamtli Vinterland och är ett av Östersunds populäraste turistmål. På Jamtli finns de märkliga Överhogdalsbonaderna från vikingatiden. Bonaderna innehåller motiv såväl från den nordiska som den kristna föreställningsvärlden och är Europas äldsta kompletta bildvävar. Storsjöodjuret har en egen utställning på museet. Utöver Jamtli finns även Jämtlands flyg- och lottamuseum här.

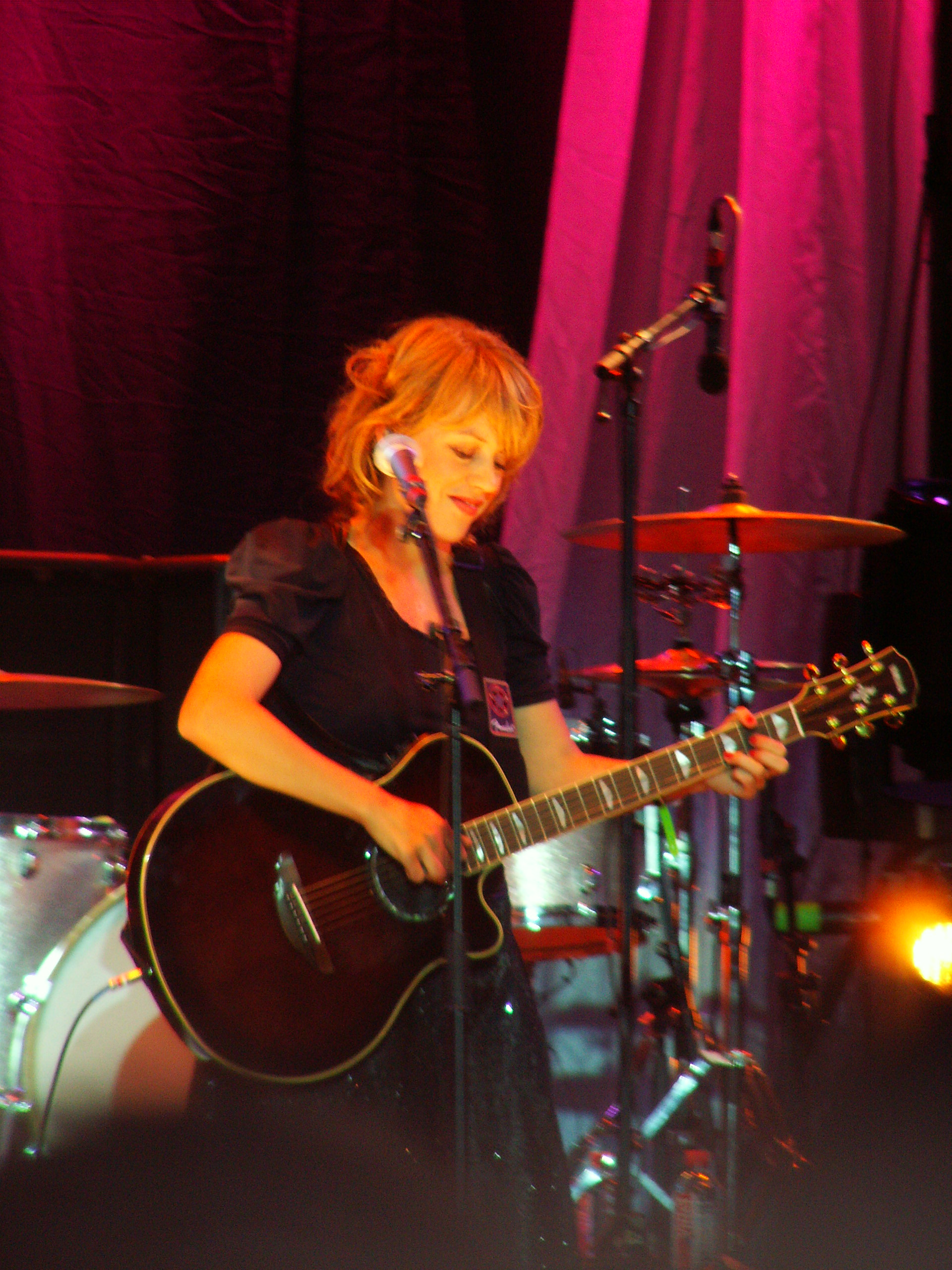
Odensalabördige Annika Norlin på Storsjöyran 2007.

Andra kända sevärdheter är S/S Thomée och S/S Östersund, två ångbåtar som trafikerat Storsjön i över 100 år.
Det sydsamiska kulturcentret Gaaltije öppnade 1999 och är en kunskapskälla för sydsamisk kultur, historia och näringsliv. Gaaltije driver en rad projekt i syfte att synliggöra sydsamisk kultur och utveckla sydsamiskt näringsliv. Kulturcentret håller också informationsträffar och arrangerar utställningar om sydsamisk litteratur, konst, konsthantverk och historia.
Östersunds bibliotek finns i Staden och är Sveriges äldsta länsbibliotek, som grundades 1816 då Carl Zetterström i sitt testamente skänkte sin privata boksamling till ett bibliotek för Jämtland. Boksamlingen var mycket stor, omfattande cirka 12 000 band, och i takt med att biblioteket växte flyttades det från Frösön till Östersund.
I Berge i Östersund, på ön Frösön, fanns en av Sveriges största djurparker, Frösö zoo, som även var världens nordligaste djurpark med exotiska djur. Parken hade många arter, till exempel dvärgsilkesapor, lejon, polarvargar och sibiriska tigrar.
I staden finns även flera olika teatrar och musikscener såsom femtioårsjubilerande Östersunds Teaterverkstad på Söder och Storsjöteatern i Staden.
Storsjöteatern ligger vid Stortorget i Staden. Huset har två scener och arrangerar ett flertal teaterföreställningar, konserter och utställningar varje år. På Storsjöteatern hålls även föreläsningar, seminarier, mässor, konferenser och andra evenemang.

### Musikliv
I Östersund hålls det ett flertal musikfestivaler, där Storsjöyran är den mest kända (se Evenemang). Några av de artister och band som kommer från Östersund är Nick Borgen, Lars Vegas Trio, Aeon, Annika Norlin (Säkert!/Hello Saferide), Bröderna Lindqvist, Jennie Löfgren, Lola Barbershop, Sibiria, Hoven Droven och Urug. Bandet Vapnet har namngett alla låtar på skivan ”Jag vet hur man väntar” efter gator i Östersund.

### Evenemang

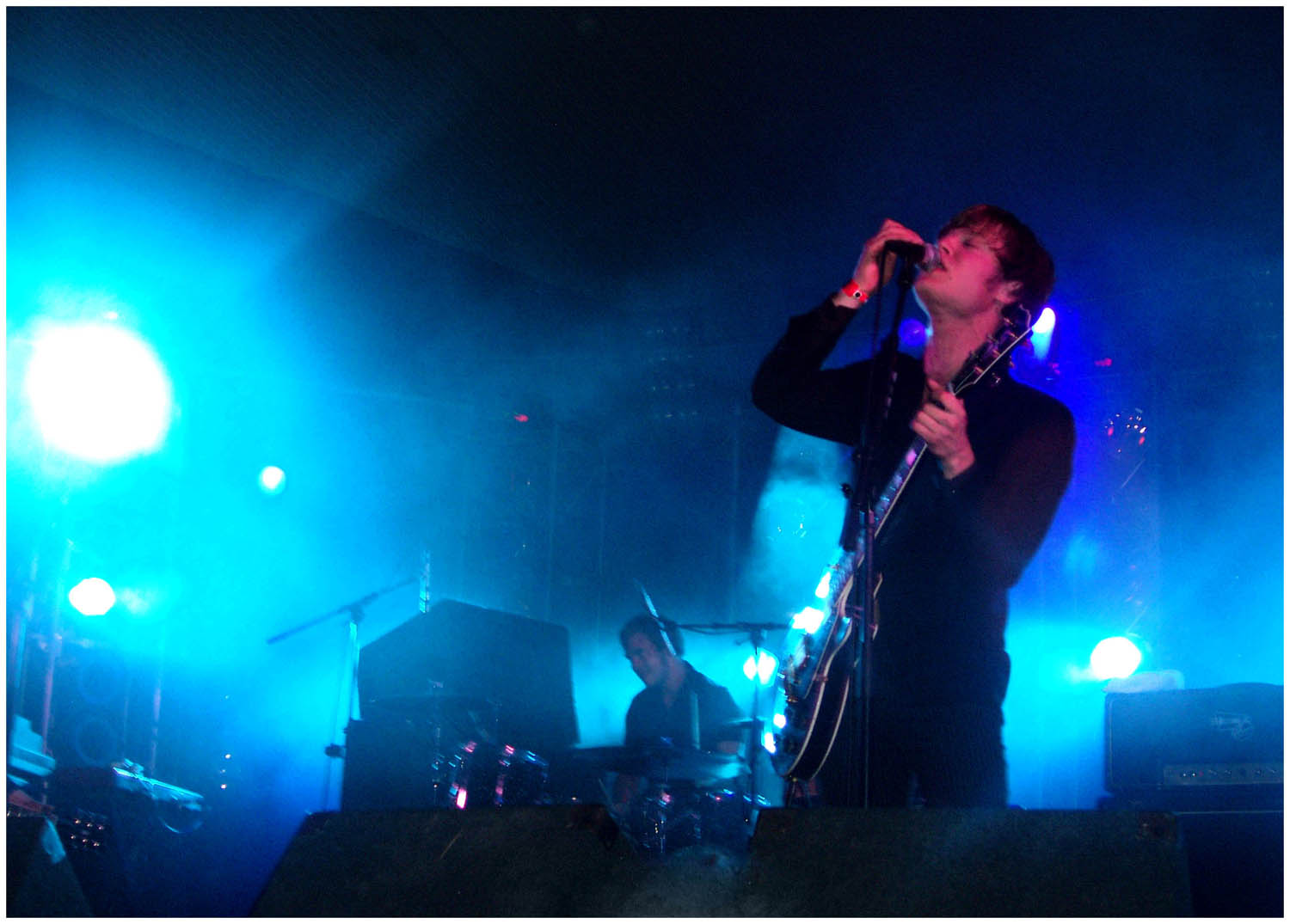
Björn Dixgård och Mando Diao på Storsjöyran 2006.

- I Östersund hålls varje år Storsjöyran som är Skandinaviens äldsta samt Sveriges största gatufestival. Festivalen har sin kärna i Badhusparken och på Stortorget i centrala Östersund. Storsjöyran startades 1963 i samband med att Republiken Jamtland utropades; en republik med Östersund som huvudstad. Festivalen tog sin nuvarande form 1983. Yran är nu en av Skandinaviens största musikfestivaler med cirka 55 000 betalande besökare och sammanlagt cirka 300 000 besök under festivalveckans tio dagar. Samtidigt som yran pågår täcks hela staden i republikens flaggas färger: blå, vit och grön. Festivalen har också engagerat många stora artister, bland andra Lady Gaga 2009, då festivalen slog publikrekord med cirka 26 200 besökare samtidigt.[48]
- Världscupen i skidskytte inleds vanligtvis med deltävlingar i Östersund i slutet av november och början av december. Världscupdeltävlingar har arrangerats här sedan 1989.[49]
- Den årliga varumässan Expo Norr.
- De internationella tävlingarna Östersund Open och barn- och ungdomstävlingen Östersund BJJ Kids Championship i sporten Brasiliansk Jiu-Jitsu.
- Storsjöcupen är en av Sveriges största fotbollsturneringar för ungdomar, med cirka 400 lag. Turneringen spelas en hel vecka över hela Östersund, då lag kommer från hela världen.
- Jamtli Julmarknad, en välbesökt julmarknad på Jamtli som hålls varje år andra helgen i advent. På marknaden säljer de cirka 200 utställarna från den omgivande bygden lokalt hantverk och mat till de (omkring) 20 000 besökarna. I de historiska miljöerna hålls aktiviteter för barn och vuxna med häst och släde av forbönder, hundspann och traditionellt julfirande från förr.
- Gregoriemarknaden är Östersunds största marknad med tusenåriga rötter. En del av marknaden är gammaldags och återknyter till rötterna.
- Arnljotspelen på Frösön i början av juli.
- Östersund Jazz Rhythm Fest.
- Östersunds Blues Festival.
- Östersund Pride Festival i september

### Lokala medier
Östersunds och Jämtlands äldsta tidning är Jämtlands Tidning (JT) som grundades 1845 och upphörde 1957.
Den största dagstidningen är Östersunds-Posten (ÖP), vars upplaga uppgår till 23 400 exemplar, och som fram till 2005 ägdes av Centertidningar. I dag ägs tidningen av Mittmedia.
ÖP:s tidigare huvudkonkurrent var Länstidningen Östersund (LT), som har en upplaga på 12 100 exemplar. Även LT ägs av Mittmedia.
Månadstidningen 100 procent Östersund var en av stadens gratistidningar. Den hade en upplaga på 38 000 exemplar och kom varje onsdag. Den har givits ut sedan 2005 och delades ut till hushåll, samt i tidningsställ. Tidningen drevs till 2012 som eget företag, men köptes då av Mittmedia. Men då direktreklamföretaget i Östersund begärde sig själva i konkurs så lades tidningen ned. 100% Östersund ersattes sedan 2017 av gratistidningen ÖP Magasin som delas ut en gång om månaden.
Dator- och tv-spelstidningen Gamereactor har sin svenska redaktion i Östersund.
Radio Jämtland är traktens lokalradio.

### Sport

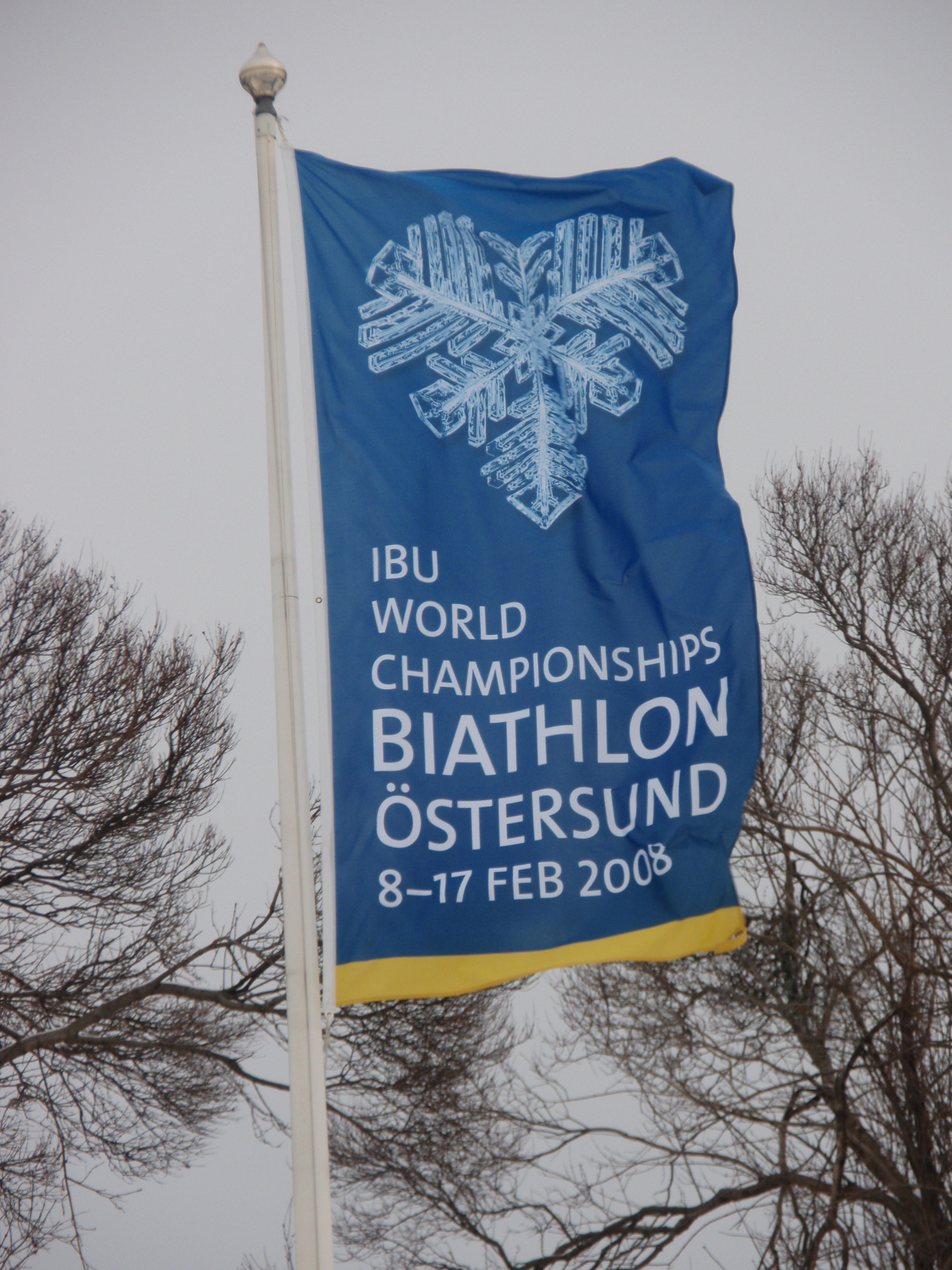
Reklamflagga för Världsmästerskapen i skidskytte 2008. Snöhjärtat är numera även en kommunsymbol för Östersund.

Åren 1997–2017 hade näringslivet i staden tillsammans med kommunen marknadsfört Östersund som "Vinterstaden" i ett led att göra vinterhalvåret i staden populärare. Verksamheten bedrivs främst i Badhusparken vid Storsjön. Vintersport har i sig långa anor i staden. Tidigt anordnades kälkåkningstävlingar nedför stadens gränder. Något mer seriös blev verksamheten då staden anordnade de nationella skidtävlingarna 1894. Under snöfattiga vintrar i Stockholm i början av 1900-talet förlades föregångaren till Vinter-OS, Nordiska spelen, till Östersund och staden har därefter intagit ställningen som den ledande svenska orten för skididrott. Östersund kandiderade tillsammans med Åre för Vinter-OS 1994, 1998 och 2002.

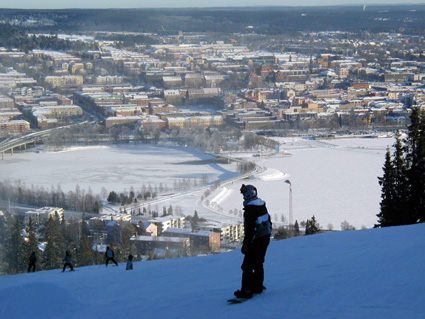
Gustavsbergsbacken på Östberget i stadsdelen Östberget (på ön Frösön) med utsikt över stora delar av Östersund.

I Östersund finns Nationellt Vintersportcentrum, som är ett samarbete mellan idrottsrörelsen, Mittuniversitetet, Östersunds kommun och Jämtlands läns landsting. Där bedrivs forskning och utveckling inom fysiologins område, samt tester och träningsrådgivning för elitaktiva. Sveriges Olympiska Kommitté (SOK) använder labbet för tester av sina talang- och toppgrupper. Flera vinteridrottslandslag testas där.
På Östersunds skidstadion i Karlslund finns sammanlagt 89 kilometer längdspår och om det är barmark finns en sju kilometer lång rullskidbana. Skidklubben Östersunds SK var framgångsrik i skid-SM på herrsidan under början av 2000-talet. Staden har flera gånger varit arrangör för världscuptävlingar i längdåkning och skidskytte. 1970, 2008 och 2019 arrangerades Skidskytte-VM i Östersund, 2008 års tävlingar beskådades av 110 000 åskådare. 2004 arrangerade Östersund världsmästerskapen i skidorientering tillsammans med Åsarna i södra Jämtland.

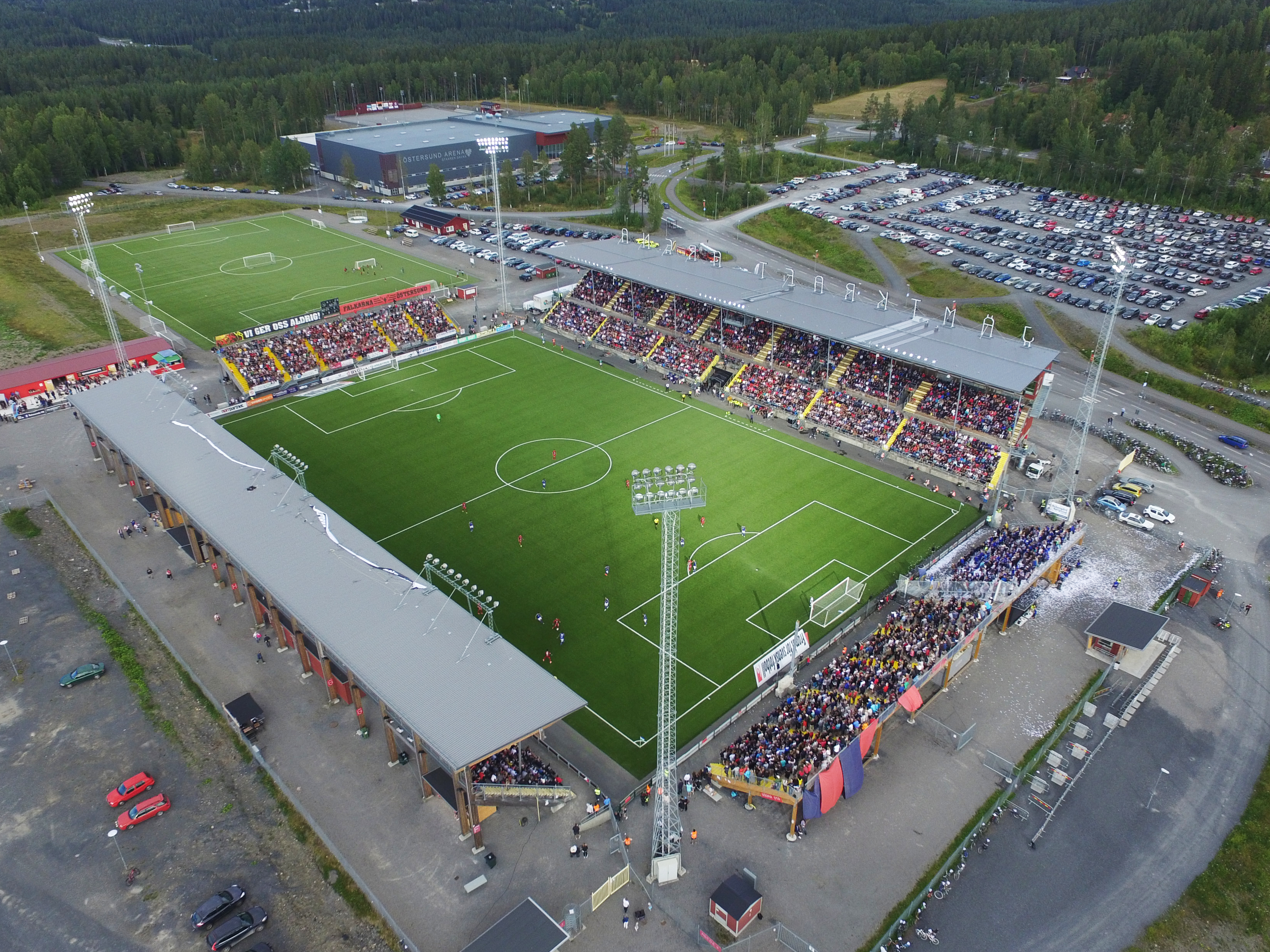
Jämtkraft Arena på Norr är hemmaarena för flera av Östersunds fotbollsföreningar. Däribland Östersunds FK, som 2016–2021 spelade i Allsvenskan, med Norrlands enda titel i Svenska cupen och en sextondelsfinalplats i Uefa Europa League som främsta meriter.

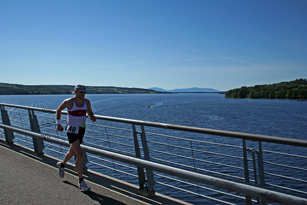
Ecco Östersund Marathon var ett maratonlopp som gick runt Brunfloviken 2006-2010.

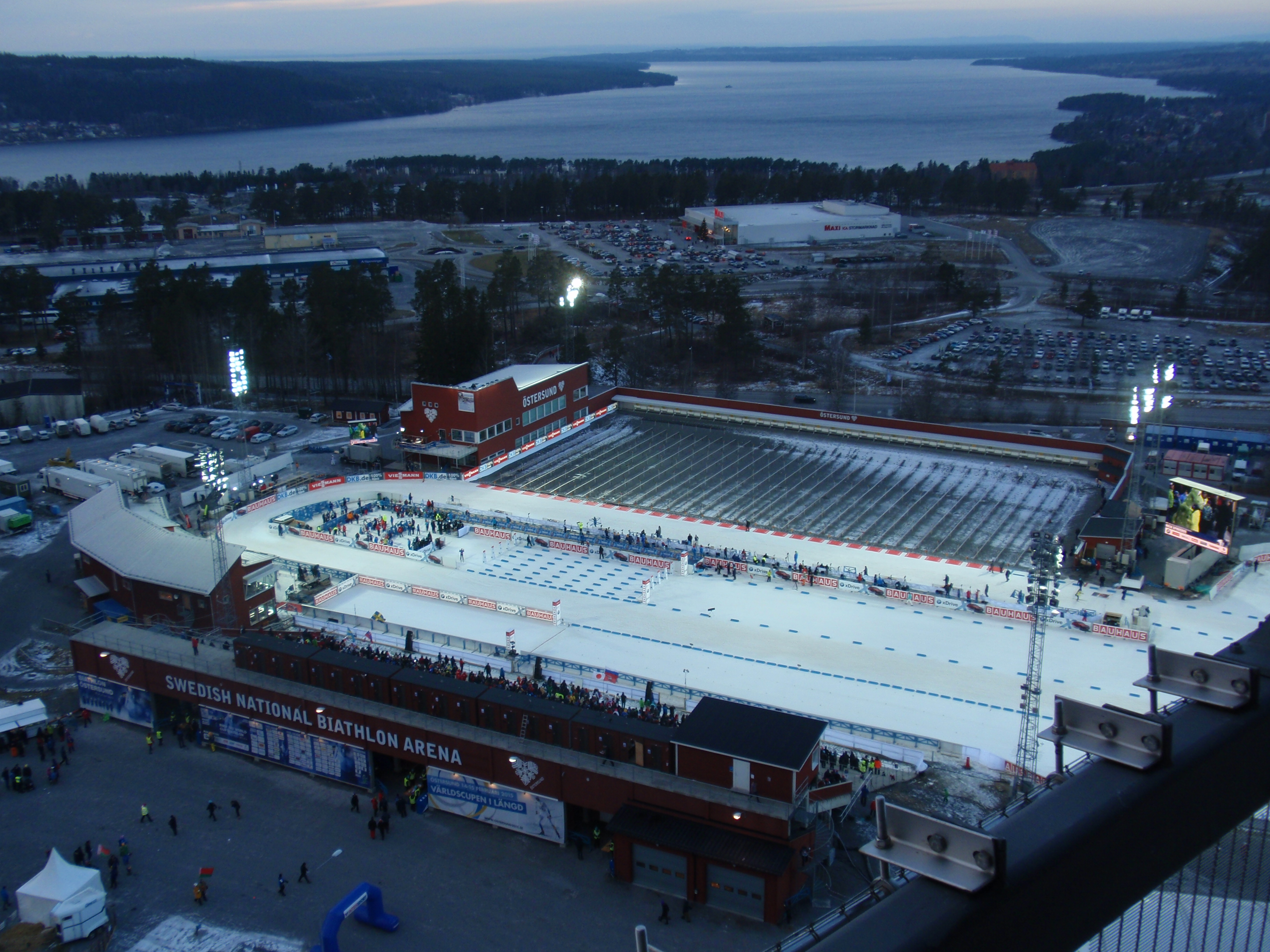
Östersunds skidstadion i Karlslund har arrangerat världscup och VM i skidskytte

I Östberget på ön Frösön finns Gustavsbergsbacken, en alpin skidanläggning med fyra nedfarter och tre liftar, med utsikt över stora delar av staden Östersund från toppen. Östersund-Frösö Slalomklubb (ÖFS) har tagit flera olympiska medaljer och världscupsegrar, och dess junior- och ungdomsverksamhet i bland annat Freestyle rankas till landets mest framgångsrika. I ishockey nådde Östersunds IK säsongen 1984/1985 kvalspel till Elitserien, och spelade under sina tre första decennier totalt 21 säsonger i dåtidens andradivision. Efter 27 års spel på tredjedivisionsnivå avancerade föreningen till Hockeyallsvenskan 2022/2023.
I fotboll har Östersund, med undantag för år 2011, haft minst ett lag i någon av de tre högsta divisionerna på herrsidan sedan det i 1950-talets mitt öppnades upp för norrländska organisationer att delta i ett nationellt svenskt seriesystem. De lokalt dominerande föreningarna IFK Östersund (med bland annat en titel i Norrländska mästerskapet 1949), Ope IF (en av Sveriges rikaste föreningar på 1970- och '80-talet) och Frösö IF kom att göra sammanlagt 22 säsonger i andradivisionen (fast aldrig samtidigt) – tills dessa rivaler gick samman och 1996/97 bildade Östersunds FK, parallellt, för att så småningom kunna etablera ett Östersundslag på elitnivå. Två decennier senare hade den nya klubben bidragit till ett näringslivslyft för staden genom att ha inlett en (sexårig) allsvensk sejour, blivit först i Norrland med att vinna Svenska cupen (finalmatch på hemmaplan gjorde Östersund till den nordligaste staden som finalarrangör i cupen) och därefter först i Sverige med att nå slutspel i Europa League. En liknande satsning på damsidan bildade Östersunds DFF 2001, men dess A-lagsverksamhet kom att läggas ned efter en treårig sejour i nedre halvan av Elitettan 2015–2017 (med två ettåriga besök i andradivisionen innan dess). Ope IF:s damlag tog SM-silver 1976 och i inomhus-SM 2001, och när divisions-/seriesystem för damer hade införts 1978 spelade Ope sju raka säsonger i Sveriges högsta division (1978 befann sig även IFK Östersund i denna). Storsjöcupen, som är en internationell (Sveriges äldsta) fotbollscup för ungdomar, spelas på Odensala Sportfält en vecka i juli månad årligen. Fram till 2007 var Hofvallen stadens representationsanläggning i fotboll, innan Jämtkraft Arena anlades. Totalt sett finns ett tiotal idrottsplatser/fält med fotbollsplaner inom tätorten.
Basketklubben Jämtland Basket har sedan 2010-talets mitt etablerat sig i Svenska basketligan och successivt blivit ett topplag, med en andraplats i grundserien och SM-finalspel 2022. Även Jemtland Innebandy och Frösöns Innebandylag (båda i Division 2) är hemmahörande i Östersund. Amerikansk fotboll-föreningen Jamtland Republicans har vunnit SM-guld 2001 för U16 samt SM-silver 2007 och 2008 för U19, och A-laget har spelat fyra säsonger i Superserien med flera landslagsspelare i truppen.
Det finns också gott om kampidrott och kampsport i Östersund; cirka 600–700 aktiva i en handfull idrottsföreningar. Kampsporter som finns i Östersund är Jodo, Iaido, Brasiliansk Jiu-Jistu (BJJ), fäktning, submission wrestling, ju-jutsu kai, wushu, karate, Judo, Bujinkan Taijutsu, boxning, aikido, kickboxning, Thaiboxning (Muaythai), Shootfighting, MMA, Sanshou/Sanda (kinesisk kickboxning) och Martial Arts Tricking (Tricking) och Taekwondo. En relativt ung idrottsförening på stark frammarsch är kampsportsklubben ÖJK (Östersunds JK), som redan tagit flera SM-medaljer av olika valör i sporterna MMA och BJJ. ÖJK är en snabbt växande förening med 10 idrotter, som bland annat stod värd för SM-finalerna i Thaiboxning och SM i Taido under SM-veckan i Östersunds sporthall (Sverige är en framgångsrik nation i Thaiboxning och tog 14 medaljer på VM i Uzbekistan 2012).
Östersund har även stått arrangör för SM och landskamper i kampsporterna karate (kyokushin) och boxning (Sverige–USA). Boxningsklubben BK Älgen har tagit flera SM-tecken och har haft flera landslagsboxare liksom ÖBK (Östersunds Budokai) i karate och Jodo. Östersunds Judoklubb har flera SM-tecken i sitt bagage genom åren (även när man var en del av ÖBK). Kända kampsportare från Östersund är Michael Söderkvist (två EM-silver i karate, rankad som sexa i världen 1981), Johan Isberg (flera SM- och EM-medaljer i karate), Per Wessman (SM- och EM-medaljör med mera i karate), Anna Bjärtå (EM-medaljör i jodo), Roy Stone (junior-VM-guld och VM-silver i judo), Victor Allansson (SM-guld samt juniorlandslagsman i judo), Kodjo Akakpo (SM-mästare i boxning, landslagsman), Tobias Rönngren (SM-silver i shootfighting), Pär Larsson (SM-silver i Shootfighting), Ida Stensson (SM-silver i BJJ 2019), Alireza Mohammady (SM-brons i MMA 2019), Jonatan Vestin (MMA-proffs) och Sven Lundstedt (boxningstränare med mera, fick Riksidrottsförbundets guldnål 2011).
St Olavsloppet, en landsvägsstafett i löpning mellan Östersund och Trondheim, arrangeras varje sommar. Östersunds Fallskärmsklubb, bildad 1958, är den äldsta av Sveriges fallskärmsklubbar och det allra första civila fallskärmshoppet gjordes på Storsjöns is i februari 1956. Östersunds Fallskärmsklubb finns på Optands flygfält. På Östersundstravet i stadsdelen Odenskog hålls varje år travloppet Jämtlands Stora Pris i samband med V75.